# 日産・フェアレディZ
フェアレディZ（フェアレディ ゼット、FAIRLADY Z）は、日産自動車が製造・販売するクーペタイプの乗用車である。GT-Rと並んで日産を代表するフラグシップモデルで、日本を代表するスポーツカーとして幅広く知られる。スポーツカーではポルシェ・911とともに、単一車名で半世紀以上継続生産されている数少ない車種である。
なお、車名に「フェアレディ」を冠するのは日本国内のみで、海外ではエンジンの排気量にちなんだ名前で呼称される。ただし、2022年の現行モデルは北米市場を含め日本国外では「NISSAN Z」として販売されている。
また、海外への輸出向けは当初「DATSUN」ブランドで販売されていた。1983年の3代目以降は「NISSAN」ブランドに統一されている。
フェアレディZは2000年まで平塚市の日産車体工場で生産され、5代目以降は追浜(2002-2004年)と栃木(2004-現在)で生産されている。
日本における通称および愛称は主に略称である「Z（ゼット）」だが、北米を中心とした海外においては「Z-Car（ズィー・カー）」などと呼ばれる。

## 初代 S30型系 (1969年 - 1978年)
1969年、オープンカーのダットサン・フェアレディに代わって発売された。ヨーロッパ製の高級GTに匹敵するスペックと魅力あるスタイルを兼ね備えながら安価であり、北米市場を中心にヒットした。日産のイメージリーダーとして足掛け10年にわたって生産され、全世界での総販売台数は55万台（うち日本国内8万台）という、当時のスポーツカーとしては空前の記録を樹立した。
海外ではダットサンブランドから発売され、日産の輸出モデルの総称でもあるダットサンの名を世界に知らしめるとともに、日産の海外進出の活路を拓いた記念碑的車両である。現在でも日本国内はもとより、世界的にクラシックカーとしての人気や知名度が高い。

### 開発の経緯とメカニズム
1960年代当時、米国日産の社長を務めていた片山豊は、ダットサンの北米市場拡販のために強力なイメージリーダーとなるモデルを求めていた。イギリス製小型スポーツカーの模倣に留まる従来のダットサン・フェアレディでは市場での競争力が不十分であり、年々厳しくなる北米の安全基準にも適合できなくなると考えていた。
片山はアメリカ市場でのニーズに適合した新しいスポーツカーの開発を要望し、1960年代中期から、腰の重い日産本社に対して熱心な働きかけを重ねた末に、当時の日産社長であった川又克二からようやく開発の了承を得た。この時、冷遇されていた当時のスポーツカー開発部門に激励の意味を込めて「勝利」を祈願して用いられるZ旗を送ったのが、フェアレディ「Z」の由来となった。片山はアメリカ市場のニーズを見据えて日産本社の開発陣に明確なコンセプトと適切なアドバイスを与え、初代Zのプロデュースを主導した。片山自身はインタビューで「ジャガー・Eタイプのような車を造ってくれ」との要望を出したと述べており、初代Zのスタイリングはその期待を十分に満たすものとなった。
Zのスペックは高度なもので、軽量なモノコックボディに、四輪独立懸架のストラット式サスペンションを備え、市場で先行するジャガー・Eタイプやポルシェ・911などに肉薄した。
搭載されるL型直列6気筒エンジンは、SOHC動弁機構を備えた2 Lクラスの最新式ではあったが、素性は鋳鉄シリンダーブロックにターンフロー燃焼室を組み合わせた手堅い実用型エンジンであった。北米向け仕様は2.4 Lへの排気量拡大でトルクを太くしたL24型エンジンを採用してパワー対策としており、これもまた手堅い手法であり、低速域からのトルクにも富み、大排気量のアメリカ車と同様に実用域で扱いやすかった。ジャガーやポルシェの高性能ながら複雑なパワーユニットに対して、L型エンジンはシンプルな設計のため手荒な扱いにも耐え、信頼性が高く整備も容易な、アメリカ市場でのユーザーニーズに合致したパワーユニットであった。この面では、実用車向け量産エンジンをチューニングして搭載していたかつてのイギリス製スポーツカーの伝統を受け継いでおり、Zに実用型スポーツカーとしての優れた特性を与えた。
デザインは、松尾良彦率いる日産自動車第1造形課・第4デザインスタジオに託された。この部署はスポーツカー担当部署であったものの、少量生産を前提とした小さな部署であり、メディアでは第4デザインスタジオチーフだった理由からS30のチーフデザイナーは松尾と紹介されることが多いものの、実際は吉田章夫（ふみお）案のファストバックをベースに松尾案のフロントマスクを合わせたデザインが基本となっている。その後、1967年（昭和42年）に田村久米雄、西川暉一、桑原二三雄の3名がスタジオ入りし、最終的な造形修正は田村が担当した。
ボディタイプは各種検討されており、松尾がS30発売以前にデザインしていたロングホイールベースの2by2は1973年（昭和48年）秋にシリーズに追加された。オープンエアを求める層に対しては、独立したトランクルームを持つタルガトップモデルが設計され、プロトタイプまで製作された。また、将来的な馬力向上の要求には、プレジデント用のY40型V型8気筒エンジンで対処する松尾の案もあったが、いずれも市販化には至っていない。スケッチで終わったモデルには吉田のデザインしたレース仕様のものや、松尾のデザインした4人乗りスポーツワゴンなどもあった。このうちスポーツワゴンは松尾が1966年（昭和41年）に描いたスケッチを基に、松尾の協力のもとアメリカ在住でフェアレディZのレストア専門店代表の安宅二弥によって1台だけ再現され、2014年（平成26年）8月サンディエゴで行われた日産主催のZコンベンションにて披露された。1970年代当時、2ドアのシューティングブレーク（スポーツワゴン）はヨーロッパのコーチビルダーが富裕層の注文を受けて高級GTを改造していたほか、一部の量産メーカーが大衆車をベースに製造していたが、日産では製造コストの課題と2ドアクーペ（標準車）の製造を優先したため、スケッチのみで終わった。松尾がプロトタイプまで作っていた2by2モデルは居住性と使いやすさへの追求が随所に現れており、ほぼそのままのデザインで量産化された。
1996年（平成8年）に北米でZ32型300ZXの販売が中止となった後、ファンからの要望で北米日産が新品および中古のパーツを集め、レストアしてS30型240Zを限定販売する企画が立ち上がり「ビンテージZ」と名付けられて販売された。しかし、発表直後からS30型Zの中古車価格が高騰し、レストア自体にも予想以上の費用と時間がかかることから採算が合わない上に応募者も殺到したため、当初200台の予定が39台に留まり、その後中止となった。また、ビンテージZには受注ベースの車両もあったことと、すべて地元の板金塗装工場やショップが仕上げたため、個々の車体の仕上がりや仕様にはバラツキがある。
2022年11月8日、日本自動車殿堂の歴史遺産車に認定された。

### 新車販売価格

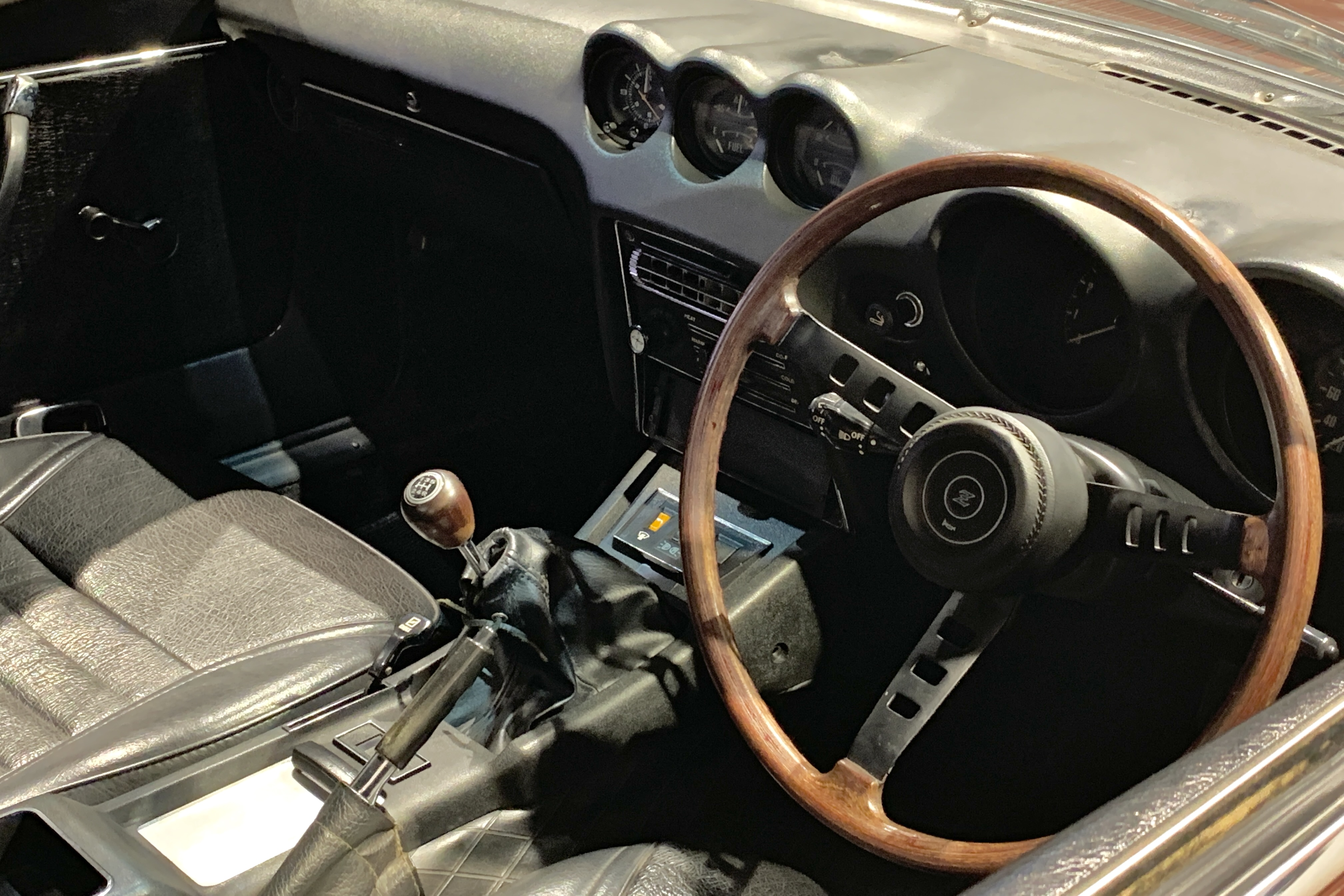
フェアレディ 240ZG、インテリア

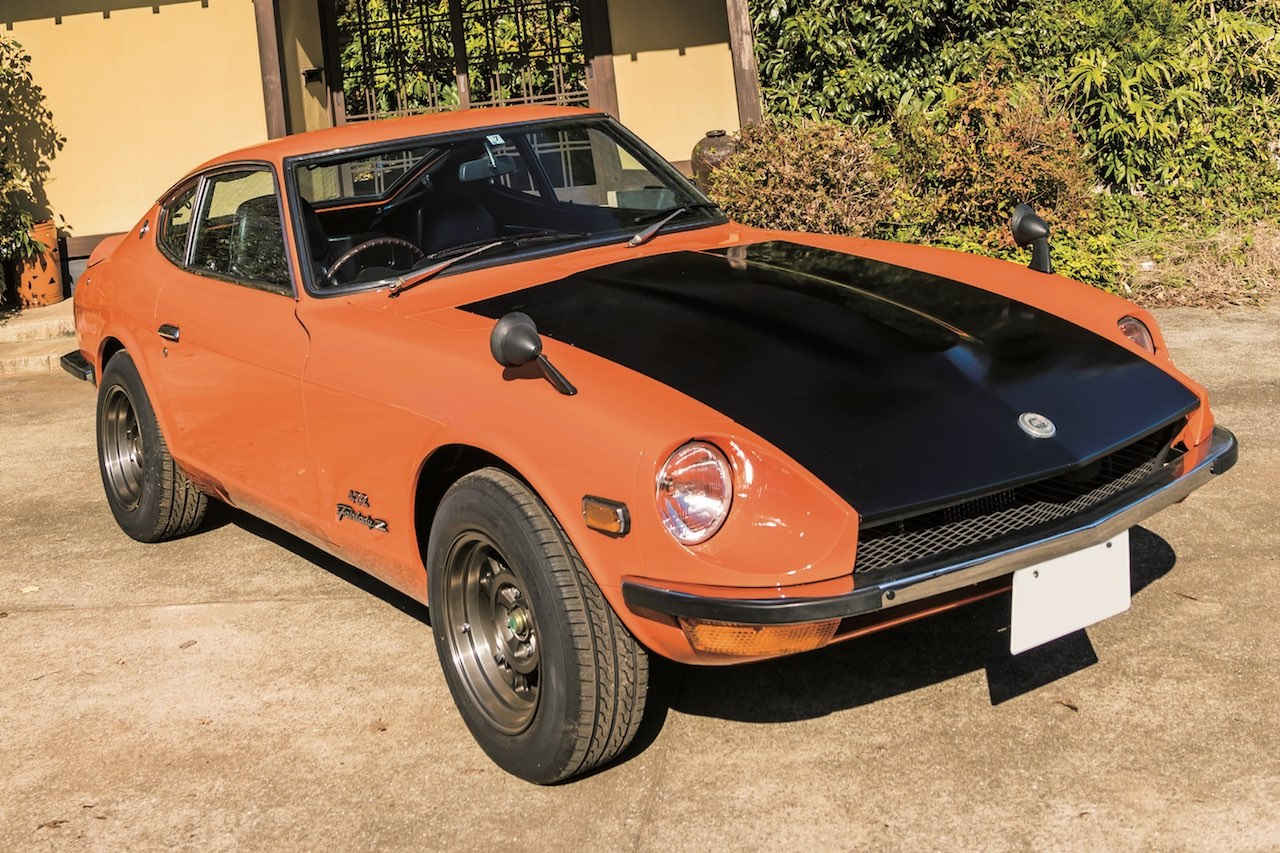
フェアレディ Z432R　　 (一般販売車)

日本国内における当時の新車販売価格は廉価版の「Z」が93万円、「Z-L」が108万円と、スポーツカーとしては比較的安価であったことでヒットした。「Z432」は185万円、後に追加された「240ZG」は150万円であった。

### 年表
1969年（昭和44年）10月18日 発表
第16回東京モーターショー（10月24日）開幕に先立つこの日に発表され、同年11月に販売を開始した。日本国内でのグレード展開は「Z」「Z-L」「Z432」の3種類。「Z」「Z-L」はSUツインキャブレターを装備したSOHCのL20型エンジンを搭載。Zはベースモデルで4速MT。Z-Lはカスタムキット付でシンクロメッシュ付5速MTを搭載し、AMラジオ付きカーステレオ、助手席フットレスト、リクライニングシートなどの装備を充実させたモデル。「Z432」はそれに加えて、マグネシウムホイールとデュアルエギゾーストを標準装着しており、旧プリンスで開発され、スカイライン2000GT-Rに搭載されていたソレックスツインチョークキャブレターを3基装備した4バルブDOHCのS20型エンジンを搭載した高性能バージョン。「432」のネーミングは「4バルブ・3キャブレター・2カムシャフト」の意であり、搭載されるS20型エンジンの構造に由来する。プリンス・R380と同じエンジンを搭載していることを強調して宣伝していた。
また、レース用にボディ軽量化や装備簡略化を施した『Z432R』も用意された。これは、通常の「Z432」からラジオ・時計・ヒーター等の快適装備を簡略化し、通常のものより0.2mm薄い0.6mm鋼板を使用したボディーパネル、FRP製軽量ボンネットの装着、アクリル製のサイド/リアガラス装着等の軽量化、ドア内張の簡略などを図ったうえで、イグニッションキーシリンダーのセンターコンソールへの移動、大型オイルクーラーの装着、100ℓガソリンタンクの装着といったレース専用改造を行ったもので、1970年、1971年の2年間で約50台が生産された。国内A級ライセンス保有者のみに限定販売され、ナンバープレート・車検を取得して公道を走ることは不可能であった。ボディーカラーはグランプリオレンジの一色のみ。しかし1970年、アメリカとイギリスでは2.4LのL24型エンジンを搭載した「ダットサン・240Z」(HLS30 / HS30型)を発売。翌1971年に国内でも「フェアレディ240Z」として発売開始されると、レーシングエンジン由来ゆえシビアな調整が求められ、またフェアレディZの車体との相性問題を抱えたS20型エンジンよりも、堅牢で完調を保ちやすく改造の余地が広いL型エンジンを積んだ「240Z」にレーサーたちの注目が集まるようになった。特に最上級グレードである「240ZG」は、「Gノーズ」と呼ばれるFRP製のフロントバンパー一体型のエアロパーツの装着によりトップクラスの空気抵抗係数を示し「Z432」と同じ最高速度210km/hを達成、それでいてS20型エンジンを積んだ「Z432」「Z432R」よりも安価であった事から、レーサーたちは市販の「240ZG」をベース車両に選択するようになり、特にレース専用車である「Z432R」は在庫として余ってしまうようになった。今後レース専用用途で余剰在庫を売り尽くす事は困難であると判断した日産は、この時点で10台程売れ残っていた「Z432R」に車検・ナンバー取得適応の為の最低限の改造を加え、公道走行を可能にしたうえで1972年に一般受付販売を開始。同年中に全ての在庫を完売した。生産は1970年～1971年にかけ、およそ9台ずつのロット毎で断続的に行われたが、一般販売された車両は登録年度に準じ全て「1972年式」とされている。
1970年
- 10月5日 - 「Z-L」にフロアセレクター式の3速AT（ニッサンフルオートマチック）車を追加[4]。5速MT車と比べると車両重量が25kg重くなり、燃費が2.0km/L低く、最高速度は180km/hとなる。また、フロアコンソールに照明付トルコン・インジケーターを取り付けた。
- 同日 - それまで有鉛ハイオクガソリン仕様のみであったが、無鉛レギュラーガソリン仕様車も全グレードに追加された[11]。L20はハイオクガソリン仕様130ps、レギュラーガソリン仕様125ps。S20はハイオクガソリン仕様160ps、レギュラーガソリン仕様155ps。
- 12月28日 - アメリカの自動車雑誌「ロード・テスト」における'71年スポーツカー賞を受賞[12]。同誌はダットサン・240Zがアメリカでも人気が高いことと、この車が受賞に最もふさわしいという旨をコメントしている。

1971年
- 3月15日 - 「Z」にも3速AT車を追加[13]、およびエアアウトレットをリアゲートからサイドの「Z」エンブレム部分に移設するなど細部のマイナーチェンジ。
- 7月16日 - アメリカの自動車雑誌「ロード・アンド・トラック」における1971年ワールド・ベストカーに選出される[14]。
- 10月20日 - それまで輸出専用であったL24型エンジンを搭載した「フェアレディ240Z」「フェアレディ240Z-L」「フェアレディ240ZG」を発表、11月から発売[9][15]。全車種レギュラーガソリン仕様かつ5速MTを搭載する。ラジエーターグリルは横線基調のデザインに変更され、フロントフェンダーやテールゲートに「240Z」のエンブレムが取り付けられた。「240Z-L」および「240ZG」にはヘッドランプカバーを装着、ワイパーを黒塗りとしている。最上級グレードの「240ZG」には「Gノーズ」と呼ばれるFRP製のフロントバンパー一体型のエアロパーツとオーバーフェンダーが装着された。これによって、空気抵抗係数を示すCd値は0.390と当時としてはトップクラスの数値を達成した[2]。発表資料には主要諸元表だけでなく走行性能曲線やL24型エンジン性能曲線が掲載されており、走りの性能をアピールしていた[15]。

1973年
- 4月 - 2.0Lモデルの「Zシリーズ」をマイナーチェンジ。昭和48年排出ガス規制適合[16]、ダッシュボードの意匠変更とテールランプとリアガーニッシュの変更が施され、バックランプがガーニッシュ内に配置された。折からの公害問題やガソリン高騰などにより、「Z432」および「240Z」シリーズが生産中止となった。

1974年
輸出モデルは従前の2.4Lから2.6LのL26型エンジンへの変更で排気量がアップした「ダットサン260Z」(RLS30)に変更。260Zは一部を国内基準に適合させ、当時右側通行であった沖縄で販売されている。なお、日本国内でもL26型エンジンを搭載した「フェアレディ260Z」の発売を予定していたが、オイルショックなどの影響で断念された。
- 1月17日 - 全長を310mm延長した4人乗りモデル「2by2」（GS30型）が発表・発売された[16]。「Z」は4速フロアMT、「Z-L」は5速フロアMTと3速フロアATが組み合わせられる。全長を310mm延長し、大型のドアパネルを装備。日産によれば、「後席シートは、前席と同じ平織り布地を使用した座り心地のよいバケットタイプとした。」とのことで、後席の快適さに重点をおいたつくりになっている。

1975年

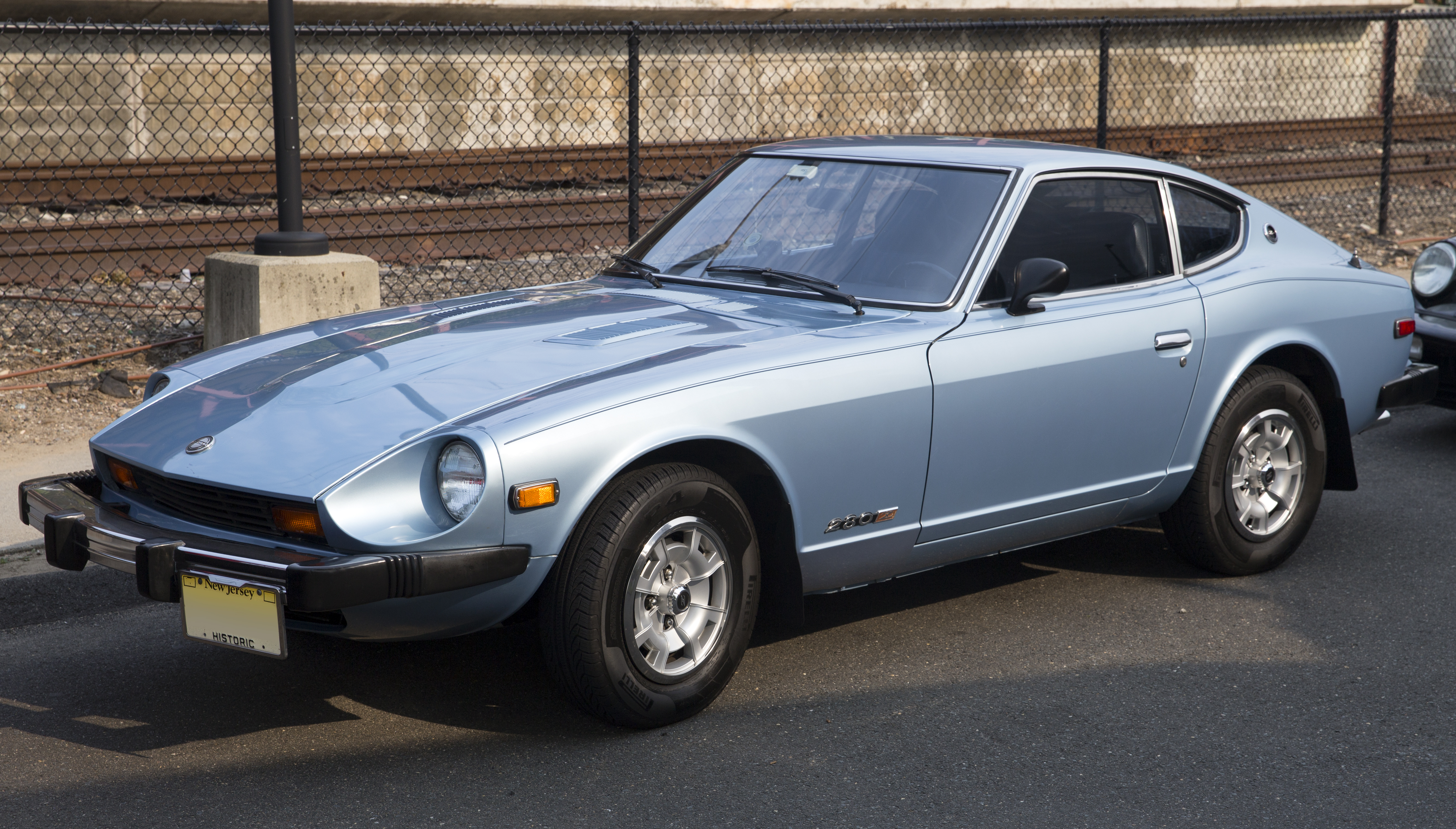
5マイルバンパーを装着した280Z

- 9月3日 - 昭和50年排出ガス規制の施行に伴い、SUツインキャブからL20E型（ドイツ・ボッシュ開発のL-ジェトロニック式電子制御燃料噴射装置・ニッサンEGI）に変更[1][18]。同時に排気系に触媒を有する、排気ガス浄化システム「NAPS（ニッサン・アンチ・ポリューションシステム）」を装着。型式が「A-S30・A-GS30」となる。輸出モデルは従前の2.6Lから2.8LのL28E型エンジンの変更で排気量アップした「ダットサン280Z」(HLS30)に変更。ニッサンEGIシステムであるが、触媒などの排気ガス浄化システムは装着されていない。北米モデルは5マイルバンパーと呼ばれるショックアブソーバ付きの大型バンパーを装着。

1976年
- 7月30日 - 昭和51年排出ガス規制の施行に伴い、排気ガス還流装置 (EGR) などを追加装備[19]。これにより型式が「A-S30・A-GS30」から「C-S31・C-GS31」と変更となる。このほか、ライト消し忘れ警告装置、半ドア警告灯などの警告装置類を充実させた。これと同時に「Z-L」をベースにアルミホイール、AM/FMマルチカセットステレオ、電動式リモコンフェンダーミラー、パワーウインドウなどを追加装備した上級グレードの「フェアレディZ-T」を追加。

1978年
- 7月 - 輸出累計50万台突破[20]。

S130型へのフルモデルチェンジにより生産終了。

### 型式詳細
| H                                  | L              | G                                            | S30                                                           |
| 搭載エンジン                       | ハンドル位置   | ホイールベース                               | 基本型式                                                      |
| 無記号 L20 P S20 H L24 R L26 H L28 | 無記号 右 L 左 | 無記号 (標準・定員2名） G (ロング・定員4名） | S30 昭和50年排出ガス規制以前車 S31 昭和51年排出ガス規制適合車 |
| ---------------------------------- | -------------- | -------------------------------------------- | ------------------------------------------------------------- |

- 型式の頭に、昭和50年排出ガス規制適合車は「A-」、昭和51年排出ガス規制適合車は「C-」がそれぞれ付与される(日本国内販売車のみ）。
- HLS30（左ハンドル・2名乗り）の場合、同一型式でL24型エンジン搭載車と後年発売されたL28型エンジン搭載車の2種類のエンジン搭載車が存在するため、型式だけではどちらなのか判断できないが、型式に続く車台番号が前者は5桁、後者は6桁であるため車台番号まで全て分かれば判別が可能である。HLGS30のL24型エンジン搭載車は存在しない。

## 2代目 S130型系(1978年 - 1983年)
従来のS30型シリーズの性格を引き継ぎながら、昭和53年度排出ガス規制に対応するとともに、空気力学の追求により生まれたシャープなスタイルと快適な居住空間の確保、整備仕様の充実など、より使いやすい個性的なスポーツカーとしてS130型シリーズに一新された。
外観はフェアレディZのスタイリングイメージである「より美しく速いクルマ」を基調に、さらに安全性、空力性能などの機能性を重視したスタイルとなった。内装は最高級スポーツカーにふさわしく、より高品質で豪華な内装となり、室内空間が拡大した。全輪ディスクブレーキの採用、警報装置の充実などにより安全性が向上した。空力学特性の優れたボディ形状と、チンスポイラーの採用などによって直進安定性、横風安定性などの操縦性能及び燃費が向上した。ボディ構造はセンターピラー付構造になり、各所に補強材が配され、安全性及び耐久性が高くなった。ドア構造はサッシュを廃止したサッシュレス構造となった。2.8L系全車にコーナーラバー付衝撃吸収式大型バンパー（5マイルバンパー）が標準採用された。燃料タンク容量は大型の80Lとなり、車種によりメーター内にサブゲージが取り付けられた。L28型エンジン搭載のZ-T車に設定速度（60～100km/h）を自動的に維持するASCD（オートスピードコントロールデバイス）が設定された。一部車種にはパワーステアリングが採用されるなど新機構が取り入れられた。リアサスペンションにはセミトレーリングアーム式サスペンションが採用され、操従安定性、乗り心地が向上した。
塗色はソリッドカラーが3色、メタリックカラー4色の計7種類。インストルメント計器及び操作装置は、高級スポーツカーにふさわしい機能を重視したデザインになり、使いやすい配置となった。インストルメントの照明は、赤色の照明光で統一され、スポーツカーのイメージに合ったものとなり、照度調節装置が採用され、夜間の視認性が向上した。コンビネーションメーター中央下部には集中警報ディスプレイ装置が設けられ、ストップ、ヘッド、テール各ランプの球切れ、ウォッシャー、バッテリー、ラジエーターの液量不足を検出し警告する集中警報装置がZ-T車に採用された。空調はサクションスロットルバルブの採用によるコンプレッサーの連続運転、内外気導入エアコン、外気導入バイレベルエアコンの採用やインストアッパー吹き出し口の採用、足元への冷風吹き出しが可能になるなど、配風性が向上した。吹き出し空気温度、風量を自動制御し、車室内を設定温度に維持するとともに、吹き出し口を適正に選択制御する日産初のフルオートエアコンが2.8L Z-T車にメーカーオプションとして採用された。
'79日本自動車大賞（モーターマガジン誌主催）、'80グランプリベストスペシャリティカー（月刊自家用車主催）受賞。輸出名は「ダットサン280ZX」となり、1979年にインポートカーオブザイヤー（モータートレンド誌）を米国で受賞した。マドンナの楽曲で、1984年にリリースされた『ボーダーライン』のミュージック・ビデオに登場する。
1981年にはマイナーチェンジを受けて後期型となり、仕様・装備の充実が図られた。2800ccシリーズのエンジン出力向上（155馬力、トルク23.5kg-m）、2000ccシリーズのオートマチックトランスミッションのロックアップ機構の採用、サスペンションのチューニングによる操縦安定性の向上、その他全体的な軽量化により動力性能が向上した。
オーバーライダー一体型のカラードパンパーの採用、ボンネットのNACAダクトの採用、テールランプ及びセンターピラーフィニッシャーの形状変更、新デザインのアルミホイールの採用等により外観がリファインされた。排気系はテールチューブが短縮され、マフラーの出口が右側から左側に変更された。応急用タイヤには国産車で初めて折りたたみ式のスペースセーバータイヤが採用された。リヤブレーキは新開発のパーキングブレーキ内蔵型のコレット型ディスクブレーキが採用され、マスターシリンダーがリザーバータンク一体型になった。またパワーステアリングがラック・アンド・ピニオン式になった。2by2ではリヤサイドウインドウの開閉がリモコン式となった。
塗色はホワイト、ワインメタリック、レッド、ブラック／シルバー、グレーイッシュグリーンメタリック、ブラックメタリックの計6色となった。内装色はブラックが廃止され、ベージュ、レッド、ブラック／シルバーとなった。Z-T仕様車にドアキー照明とセキュリティイルミネーションシステムが採用された。オーディオシステムはZ-T仕様車にAM-FMステレオ電子チューナー、プリメインアンプ、メタル対応ドルビーNRカセットステレオデッキ及びフルオートアンテナが採用された。空調はエアコン配管の接続がOリング方式となった。
この2代目フェアレディZは国産車で初めてTバールーフを採用した車種でもあり、後期型の280Z-TのTバールーフ仕様車をガス圧開閉式セミガルウィングウィンドウに改造された劇中車が日産提供のテレビドラマ『西部警察』に登場するパトロールカー「スーパーZ」として使用された。

### エンジン
搭載されたエンジンはすべて水冷直列6気筒SOHCで、無鉛レギュラーガソリン80Lが給油可能である。
| エンジン | 吸気 / 燃料供給装置 | 排気量   | 最高出力                    | 最大トルク                      |
| -------- | ------------------- | -------- | --------------------------- | ------------------------------- |
| L20E     | NA / EGI            | 1,998 cc | 130 PS (96 kW) / 6,000 rpm  | 17.0 kg⋅m (167 N⋅m) / 4,000 rpm |
| L20E     | NA / ECCS           | 1,998 cc | 125 PS (92 kW) / 6,000 rpm  | 17.0 kg⋅m (167 N⋅m) / 4,400 rpm |
| L20ET    | ターボ / ECCS       | 1,998 cc | 145 PS (107 kW) / 5,600 rpm | 21.0 kg⋅m (206 N⋅m) / 3,200 rpm |
| L28E     | NA / EGI            | 2,753 cc | 145 PS (107 kW) / 5,200 rpm | 23.0 kg⋅m (226 N⋅m) / 4,000 rpm |
| L28E     | NA / ECCS           | 2,753 cc | 155 PS (114 kW) / 5,200 rpm | 23.5 kg⋅m (230 N⋅m) / 4,000 rpm |

上記の表より、L20EとL28EはECCS導入によって、エンジン特性が若干変化している。
エンジンとグレードの関係
- L20E、L20ET - Z、Z-L、Z-T
- L28E - 280Z-L、280Z-T

※全車5速フロアMTが用意されている。Z（2000cc車）のみニッサンマチック（3速フロアAT）を選択できない。

### 年表
1978年（昭和53年）8月17日 発表

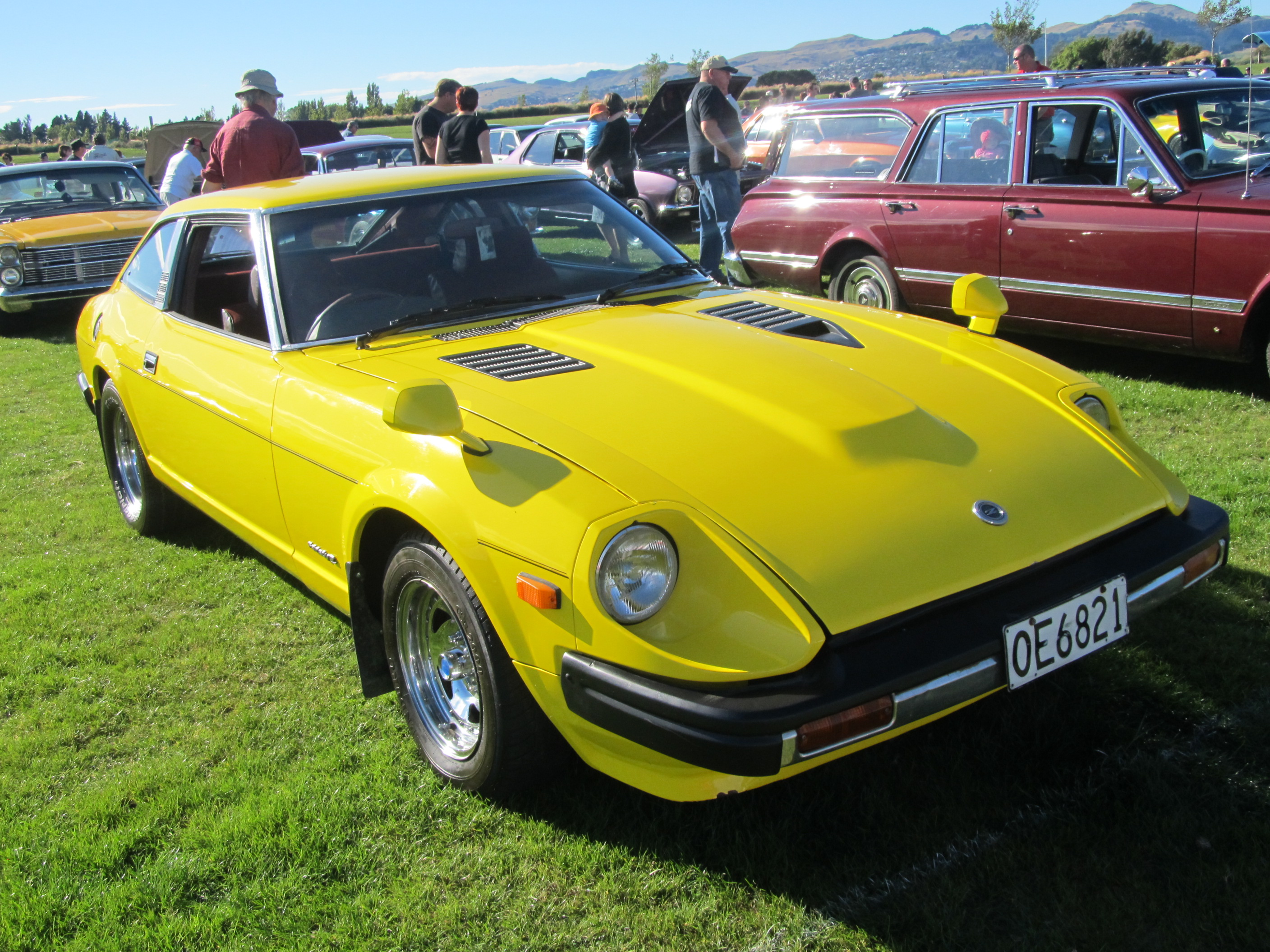
280Z 2by2

車種構成は、従来の2000ccシリーズに加え、新たに2800ccシリーズを追加し、いずれも電子制御燃料噴射装置（ニッサンEGI）付エンジンを採用するとともに、5段マニュアルトランスミッション、オートマチックトランスミッション、乗員数及び仕様（Z、Z-L、Z-T）を組み合わせ、シリーズが充実された。2000ccシリーズは、従来同様「ニッサンフェアレディZ」と呼称されるが、新設の2800ccシリーズは、「ニッサンフェアレディ280Z」と呼称される。
1979年
米国インポートカーオブザイヤー（モータートレンド誌）受賞を記念し、インポートカーオブザイヤースペシャルエディションを発売。2L、2.8LのZ-Tをベースに2シーターを130台、2by2を530台の限定とした。ボンネットなどを塗り分けた2トーンカラーは「マンハッタンカラー」と呼ばれた。特製ボンネットエンブレム、ブラックアウトモール＆ピラー（2シーター）、ミシュランラジアルXVS及び6JJ14インチアルミホイール、ハロゲンヘッドランプなどを装備。内装は2シーターでは前面起毛トリコットのシート。2by2のシートは赤／シルバーの特別色。またアンビエンスのオーディオを2シーターにも装備。センターコンソールには受賞記念の特製オーナメントが装着された。キーは特製デザインで、ステアリングのセンターにはオーナーのイニシャルを入れることができた。
1980年

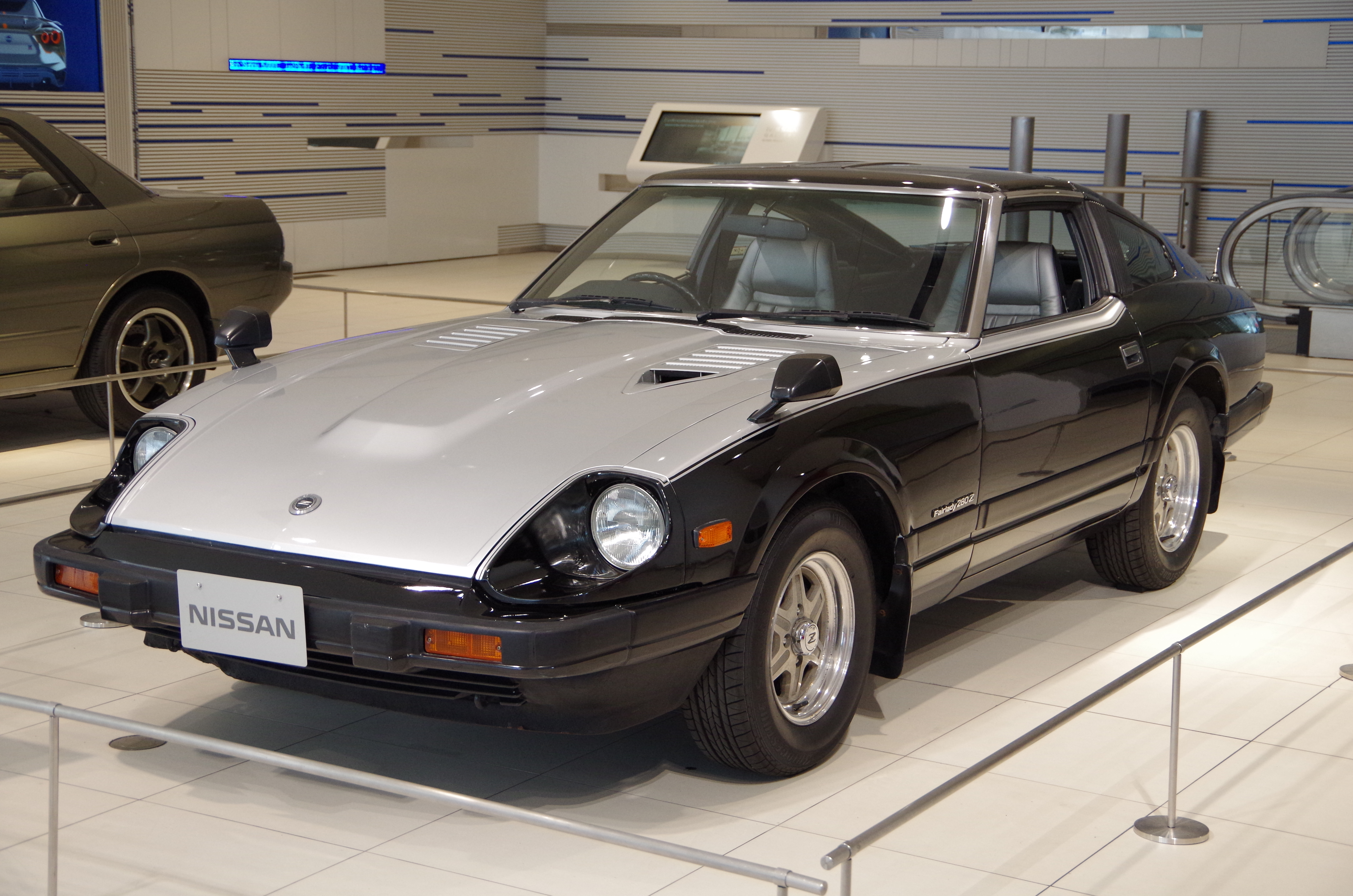
280Z Tバールーフ 2シーター

- 3月21日 - 2800ccシリーズにマイクロコンピュータ集中制御方式の「ニッサンECCS（Electronic Concentrated engine Control System）」が採用され、2000ccシリーズは点火特性が変更された[23]。外装はZ-T仕様に6JJ14インチアルミホイールが標準装着され、車体色はブルー／シルバーの2トーンカラー（マンハッタンカラー）がZ-T仕様にメーカーオプションとして追加された。標準色にはダークグレーが新設されるとともにゴールドが廃止され、計8色となった。ハロゲンヘッドランプが全車に標準装着された。内装はフロントシートにシートベルトフックが採用され、2by2の内装色に黒が追加された。またマニュアルトランスミッションの5速ギア比が変更され、燃費が向上した。2by2のリアサスペンションはショックアブソーバーが変更され、乗り心地が向上した。
- 11月18日 - 2シーター仕様をベースとしたTバールーフ仕様車を追加[24]。クローズドボディの居住性を持ちながら、ハッチガラスを取り外すとオープンカーなみの開放感・乗降性が得られた。塗色はイエローとシルバーが廃止され、Tバールーフ専用色としてブラック／シルバーの2トーンカラーが追加された。また2000ccシリーズに「ニッサンECCS」が採用された。

1981年
- 発表日不明 - 米でL28ET型エンジンを搭載した280ZXターボが誕生。最高出力は180馬力を発揮した。ターボ専用装備としてボンネットのNACAダクト、15インチアルミホイール（通称スノーフレーク）、デュアルエキゾースト等が採用された。変速機は強度不足からマニュアルトランスミッションは採用されず、オートマチックトランスミッションのみとなった。（1982年モデルからはボルグワーナー社T-5マニュアルトランスミッションが選択可能となった。）自然吸気モデルもホイールデザインやオーディオ等が変更された。初代に引き続きS130もアメリカでは大ヒットとなり、1年足らずで生産台数10万台を突破した。（L28ET搭載車は日本の型式申請が通らなかった。）
- 10月29日 - マイナーチェンジ[22]。
- 10月30日 - 第24回東京モーターショーにアメリカ合衆国で開催されていたレースSCCA (Sports Car Club of America)に参戦していた「DATSUN ZX TURBO V-8」を参考出品[25]。FRP製のボディにプレジデント用のV8エンジンをベースにターボを組合わせたレーシングカーである。

1982年
- 10月19日 - 歴代フェアレディZ初のL20ET型2.0Lターボエンジン搭載モデル「フェアレディZターボ」が追加[26]。日本車初の60%偏平率タイヤとなる215/60R15装着車だった。当時はこれが『超ワイドタイヤ』とメーカーから呼ばれた。

1983年
- 9月12日 - ダットサン・スポーツ（S211型）からの生産累計台数100万台を達成[27]。

2代目の生産台数は5万1737台。

## 3代目 Z31型系(1983年 - 1989年)

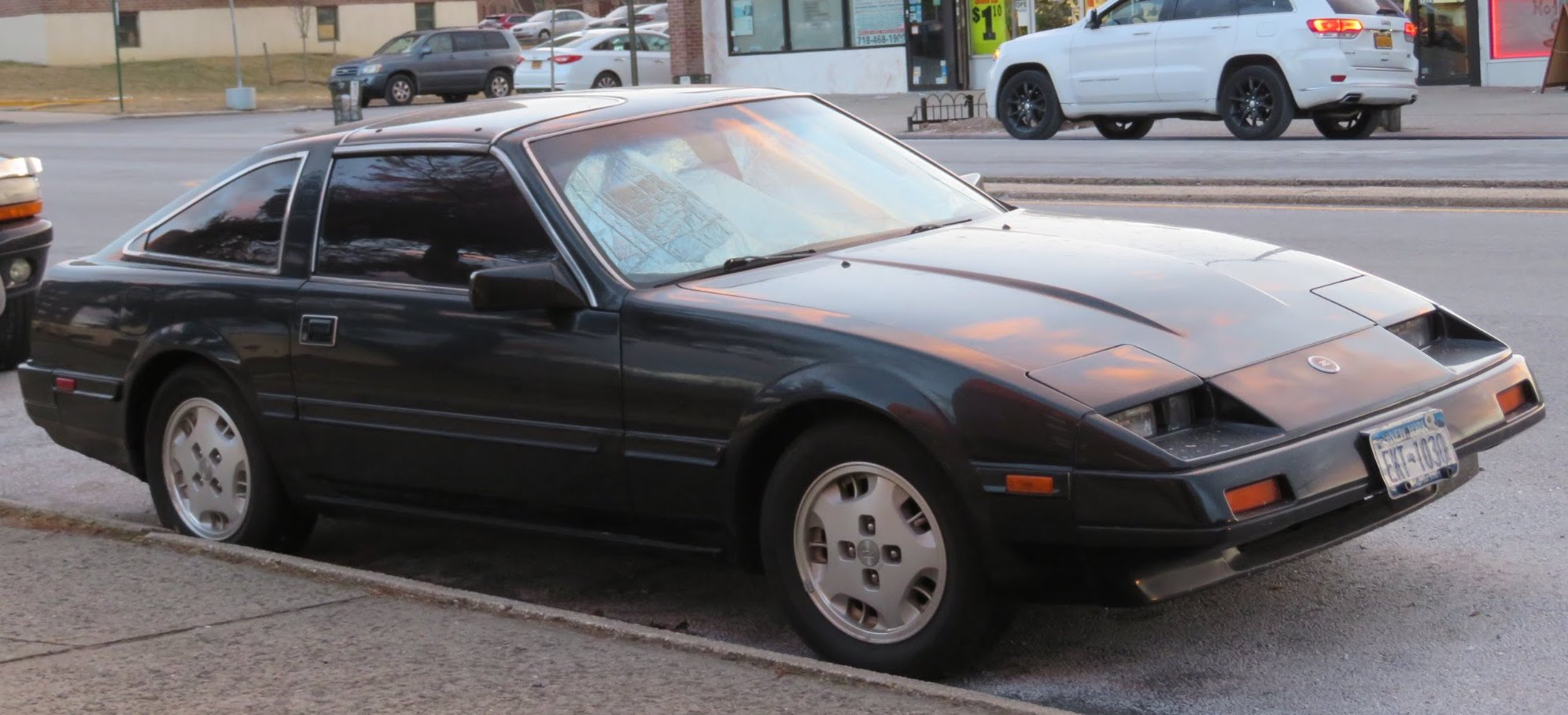
300ZX Tバールーフ

ロングノーズ・ショートデッキというZの伝統的なコンセプトを引き継ぎながら、空力性能を重視して、エクステリアをシェイプアップした3代目が登場。5年ぶり2度目となるフルモデルチェンジ。キャッチコピーは『較べることの無意味さを教えてあげよう』、『ワルツ・ナイト』、『SOUL SYNCHRO MACHINE』など。
開発当初からヨーロッパ製の名門スポーツカーを凌ぐ、ハイパフォーマンスの追求を目標に掲げていた。プラザ合意に基づく急激な円高によって、海外輸出車の価格上昇は避けられず、廉価な日常用スポーツカーからハイパフォーマンス・スポーツカーへの宗旨替えは、北米を主要な市場とする本車種にとって時宜を得たものであった。前期型のエクステリアデザインは社内によるもので、高木一正を中心としたチームによってまとめられた。
当時の北米では直列6気筒エンジンは廉価な自動車のエンジンという印象が強かったため、ハイパフォーマンススポーツカーとしての認知を得るにはV型6気筒エンジンの採用は必須であった。そのため、エンジンは新世代のV型6気筒エンジンに変更され、SOHCターボ2.0LのVG20ETと3.0LのVG30ETが搭載された。その結果、日本国内仕様は全グレードがV6ターボエンジン搭載車となり、ライバル関係にあるトヨタ・スープラが廉価版に2.0L 自然吸気エンジンを採用したのとは対照的であった。中でもVG30ETは当時としては大パワーで、スープラに7M-GTEU搭載モデルが登場するまではトップクラスの出力を誇り、空力に優れたボディと相まって、欧州向けモデルでは最高速度が250km/hに届いた。なお、輸出仕様車には、NA・3.0LのVG30Eを搭載したモデルも設定されている。ターボチャージャーは2.0 L/3.0 Lともにギャレットエアリサーチ製のT03型を使用。300ZXの5速MTはボルグワーナー製のT5型トランスミッションが搭載された。サスペンションは全車に減衰力3段階切り替え式の3ウェイアジャスタブルショックアブソーバーを採用し、ソフト/ミディアム/ハードの3段階切り替えが可能だった。
外観では、通常の軸回転式リトラクタブル・ヘッドランプとは異なり、ランプが上下に平行移動する構造で、消灯時にもレンズの一部が露出するパラレルライズアップヘッドランプを採用した。ボディの一部を削ったかのようなシルエットでヘッドランプを装備という、従来のデザインを踏襲するためであるが、別体のパッシングランプを省略するためという実用上の意味合いもあった。ただ当時の米国ではヘッドランプに連邦自動車安全基準に準じない異形レンズの使用を認めておらず、北米輸出仕様では連邦自動車安全基準規格の角型ヘッドランプにドライビングランプを組み合わせた状態で対応した。また、北米向けには、おそらく世界初であろう「LEDハイマウントストップランプ」を採用した。1986年に行なわれたエクステリアの大幅なマイナーチェンジの際は異形レンズの使用が認可されるようになり、日本仕様と同様の状態で輸出された。輸出の際の車名は永らくダットサン240~280Z/ZX（130後期まではダットサンプロダクテッド・バイ・日産のサブタイトルがあった）であったが、このモデルからは正式に「NISSAN 300ZX」となった。
週刊少年ジャンプにおいて連載されていた「よろしくメカドック」において「300ZX」が主役車両の1台として登場している。作中ではVG30ETをツインターボ化しスバル・レオーネのメカニズムを移植して4WD化するという後のBNR32型スカイラインGT-RやR35型GT-Rを先取りしたようなチューンが施され、「グレーサーＺ（グレートレーサーＺの略）」として活躍した。
1985年10月には新グレードモデルとして、RB20DET型 2.0 L 直列6気筒DOHCターボエンジンを搭載した「200ZR」を追加。200ZRの追加は主に日本国内におけるマーケティング上の事情によるものであり、RB20DET型エンジン自体は先にR31型スカイラインに搭載されていたものだが、ターボチャージャーには世界初となるセラミックターボを採用している。タービン内のインペラーを通常のメタル製より軽量なセラミック製にする事で慣性質量を低減し高レスポンス化とターボラグの軽減を図っており、日産は「セラミック・レスポンス」というキャッチコピーでアピールした。ターボにより圧縮高温化した給気を冷却するためのインタークーラーがエンジン上部に設置されたため、ボンネットには大型のエアスクープが設けられ、外観上の特徴となっている。また専用のスポーツシート、アルミホイール、サスペンション強化、LSDが奢られた。ノーマルルーフの「200ZR-I」とTバールーフの「200ZR-II」のそれぞれに2シーターと2by2が設定され、トランスミッションは200ZR-Iは5MT 「FS5W71C型」のみ、200ZR-IIは5MTと4ATが設定された。この直列6気筒エンジンを搭載した200ZR系は、V6エンジン搭載車と比較するとフロントヘビーであったが、足回りが締め上げられた古典的スポーツカー風のハンドリングに仕上げられていたのに加えてパワーとレスポンスの向上が明らかであったため、スポーツ走行を志向するユーザーには好評であった。
1986年10月にはビッグマイナーチェンジを実施し後期型へ移行。日産の北米でのデザイン拠点である「日産デザインインターナショナル」が提案したエクステリアデザインを採用し、前後意匠を大幅に変更。3.0Lモデルはキャビン部（リアゲート含む）と左右ドア以外のパネルが全て変更され、北米輸出仕様と同様のワイドフレアーフェンダーの3ナンバー幅専用ボディとなった。
2.0LモデルはV型6気筒エンジン搭載車がカタログ落ちし、直列6気筒エンジン搭載の「200ZR」系のみとなった。特徴だったボンネット中央の巨大なエアバルジも廃止され、小型のものが左側にオフセットして取り付けられた。3.0Lモデルでは、V型6気筒DOHCのVG30DE型エンジンを搭載した「300ZR」が追加されたが、このモデルは日本国内のZ31系で唯一の自然吸気エンジン搭載車であった。V型6気筒SOHCターボのVG30ETを搭載した「300ZX」は前期型から継続されたが、国内仕様ではトランスミッションの設定がATのみとなった。なお、マイナーチェンジ後の各モデルにはフォグランプが標準装備となった。

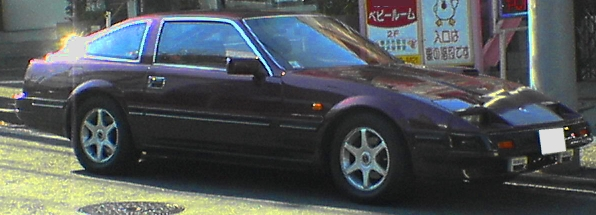
初期型 300ZX 2by2

1983年（昭和58年）9月16日 発表
販売当初のラインアップは、日本向けは2.0L VG20ET型エンジン搭載のZ/ZS/ZG、3.0L VG30ET型エンジン搭載の300ZX。北米市場においては、日産自動車の創立50周年を記念した特別仕様車「50th Anniversary Edition」が販売された。このモデルは3.0L VG30ETを搭載したTバールーフの300ZXをベースにしている。
1984年2月
先代にあったTバールーフ仕様を追加設定。映画『ロッキー4/炎の友情』において、ダークレッドのTバールーフ仕様車がロッキーの妻エイドリアンの愛車として登場する。
1985年10月（新グレードモデル追加）
「200ZR」を追加。これにより、Z31型の2.0Lモデルは、同じボディにV型6気筒と直列6気筒という異なる系列のエンジンを搭載したグレードが同時にラインナップされることとなった。
1986年10月
ビッグマイナーチェンジ。
新グレードのフラッグシップモデルとして「300ZR」を追加。同年2月にレパードで初搭載された3.0L V型6気筒DOHCのVG30DE型エンジンを搭載し、新開発の5速MT「FS5R30A型」もしくは4速ATが組み合わせられた。この「300ZR」は、日本国内で販売されたZ31系で唯一の自然吸気エンジンモデルである。ボディは2シーターと2by2が設定されている。
1987年11月
AT車にシフトロックを追加。
1988年6月
3.0L車に50%偏平率タイヤとビスカスLSDがオプションで追加設定された。
1989年6月
生産終了。在庫対応分のみの販売となる。生産終了前月までの国内新車登録台数の累計は3万5679台
1989年7月
Z32型に引継ぎ販売終了。

## 4代目 Z32型系 (1989年 - 2000年)
スタイル、パフォーマンスを始めとして、完璧なスーパースポーツカーを目指した。バブル景気の絶頂期と崩壊、その後の日産の経営悪化のため2000年9月まで11年間に渡り生産・販売された。カルロス・ゴーンの愛車でもあった。
エクステリアデザインは当時日産自動車デザイン部に所属していた前澤義雄・園勲夫・山下敏男らの手によるものである。当時のデザインのトレンドを考慮し、従来からの特徴であるロングノーズ・ショートデッキを改め、新たにワイド&ローという基本デザインが決定された。静止した状態でも躍動感のあるフォルムを求め、獲物を狙う動物のようなイメージに加えて日本本来の良さを持ったアイデンティティや、いつまでも沈まないカリフォルニアの太陽に映えるようなボディデザインを検討したという。また、前澤によれば、マイナーチェンジの際に前後オーバーフェンダーにし、ホイールを17インチ化する計画があったものの実現しなかったと語っている。
ワイド&ローの迫力のあるスタイリングはCADによる設計が多用され、これにより全高が高い設計のV型6気筒DOHCエンジンを、初代のように盛り上がりなしで低いボンネットに収める事を可能としたが、その結果エンジンルームの空間に余裕が無くなり、特にターボモデルではエンジンルーム内の換気性能が十分とは言えず、熱害によるトラブルや部品劣化を起こしやすいという問題を抱えることとなった。
ヘッドランプは、3代目のパラレルライジングタイプから再び固定式に戻され、カタログにもフロント部分の軽量化が謳われた。このランプはレンズの傾斜が非常に緩く、当時の一般的なレンズカットとハロゲンバルブの組み合わせでは透過率が不足して照度が確保できなかったため、カットなしのレンズ（カバー）とし、プロジェクターランプ（ロービーム用）の採用とリフレクター（ハイビーム）の見直しでこの問題を解決した。初代モデル以来の「ボディの一部を削ったかのようにしてランプを設置する」というデザインを踏襲してはいるが、このZ32型では透明なガラスレンズの追加によってボディ上面は平滑さを保っている。なお、このランプユニットの独特な形状は海外でも評価されており、後年ランボルギーニ・ディアブロの後期型やR390（ロードカー）にも流用された。
車体寸法は幅方向が特に大きくなり、先代までの5ナンバーサイズから完全な3ナンバーサイズに変更された。歴代のフェアレディZでは、2シーターおよび2by2と2つのシャシー、ボディが設定され、それぞれホイールベースも異なるのが特徴だが、2by2モデルでは後部座席設置の関係上キャビン後部の形状が若干間延びしたシルエットになることがスポーツカーのデザインとしては問題と考えられていたため、Z32型では2シーターモデルと2by2モデルの外観上の違いがなるべく小さくなるように工夫されている。なお、ボディの違いは燃料給油口の位置（2シーターはドアとリヤタイヤハウスの間、2by2はリヤタイヤハウスの後方）に着目することで判別できる。2代目 (S130型)から続くTバールーフも引き継がれたが、2by2はTバールーフのみの設定でノーマルルーフは設定されていない。また、Z32型は歴代フェアレディZの中で唯一給油口が左側に設置されている。フロントインパネに搭載していたS30型からの伝統の三連メーター（燃料計・油圧計・水温計・電圧計・時計（S30はアナログ時計・S130からはデジタル時計））はこの型から廃止された。イグニッションキーの材質はチタン、車載ジャッキはアルミ製、スペースセーバー式スペアタイヤもアルミホイールである。
メカニズム面においては同時期に発表されたスカイライン（R32型）と同じく電子制御式4WSであるスーパーHICASがツインターボモデルに装備され、より理想的なコントロール性能を目指した。搭載される2種類のエンジンはV6、3.0Lが採用され、先代の300ZRで採用された自然吸気のVG30DE型（230ps）とMID4-IIに搭載されていた新開発・ツインターボチャージャー搭載のVG30DETT型をデチューンしたものが用意され、中でもVG30DETT型が搭載されたツインターボモデルは日本の自動車メーカーで初めて最大出力280PSに達した。当初は日産としては同時期のスカイラインGT-RやインフィニティQ45とともに300PSを出し、300PSトリオとして発売する目論見であったが、運輸省（当時）からの指導により3車種とも280PSに抑えたという経緯がある。日本の各自動車メーカーが実施していた自主規制値の280PSはここから生まれた。なお輸出仕様については300PSであった。また、VQ30DEを採用する計画があったものの、エンジン変更には多額の予算と大幅な仕様変更が必要だったため見送られている。
このようなハイテクノロジーを導入した結果、以前と比べると車両価格は高騰してしまった。主要マーケットであった北米においては、ポルシェなど欧州製スポーツカーに伍する高級スポーツカーとしての認知が定着したために、盗難が多発し、保険料まで高くなった。なお、従来は本車種が担っていた廉価版スポーツカーの立ち位置は、240SXが担う事になる。さらに当時はRVやミニバンが人気だったこともあり、累計生産台数は16万4千台に留まった。
1989年（平成元年）7月10日 発表
4代目フェアレディZが登場。キャッチコピーは『スポーツカーに乗ろうと思う』。初期CMのナレーションは桑名正博。
当モデルより、旧日産店（ブルーバード販売系列、後にはブルーステージ販売系列）に加えて旧プリンス店（スカイライン販売系列、後にはレッドステージ販売系列）でも取り扱われるようになった。
1992年8月
フルオープンモデルとなる「フェアレディZコンバーチブル」を追加（2シーターのみ）。シートベルトのリトラクターとハンガーの位置がドア内部からボディ側に変更。。
1993年8月
一部改良。リアスポイラーを高速安定性の高いウイングタイプへ変更。エアコンが代替フロン（R-134a）の新冷媒エアコンに変更。ターボモデルに搭載されている、Super HICASが電動式になる。内装色を変更。
1994年10月
一部改良。運転席SRSエアバッグを全車標準装備としたほか、2シーター、2by2、コンバーチブルそれぞれに「バージョンS」追加。リアスポイラーおよび専用シートを装備する。また、2by2 Tバールーフには「バージョンSレカロ」を設定。「バージョンS」をベースに16インチBBS製鍛造アルミホイール、レカロ製シート、ミラーコートTバールーフ、電子制御アクティブサウンドシステムを装備する。全車に運転席SRSエアバッグ、ビスカスLSDが標準装備。ターボモデルに装備されていたブースト計が廃止。ブレーキキャリパーの材質をアルミ合金から鋳鉄に変更。チタンキーの設定が廃止される。
1997年1月
一部改良。「バージョンR」追加、新ボディ色ミッドナイトパープル追加。ツインターボモデルとバージョンRはABSを標準装備。2シーターがバージョンSのみの設定となる。
1998年10月
マイナーチェンジ。ボディ剛性の向上。フロントバンパー、リアスポイラーなどを変更。サイドシルプロテクターを装備。フロントオーナメントとリヤの300ZXの文字を赤色化。メーカーオプションでポリッシュ仕上げのアルミホイールが設定される。ツインターボモデルにキセノンランプを標準装備。リヤコンビランプのターンランプを白色レンズ化。インナーフィニッシャーが黒色からクロームメッキに変更。「コンバーチブル」を廃止。シートカラーが変更される。
2000年8月
平成12年排ガス規制の影響もあり生産終了。以後、在庫のみの対応となる。生産台数は6万4884台
2000年9月
販売終了。30年の歴史に幕を下ろし、2002年7月の5代目（Z33型）発売までは一時的に絶版車種となった。

## 5代目 Z33型系 (2002年 - 2008年)
2002年（平成14年）7月30日 発表

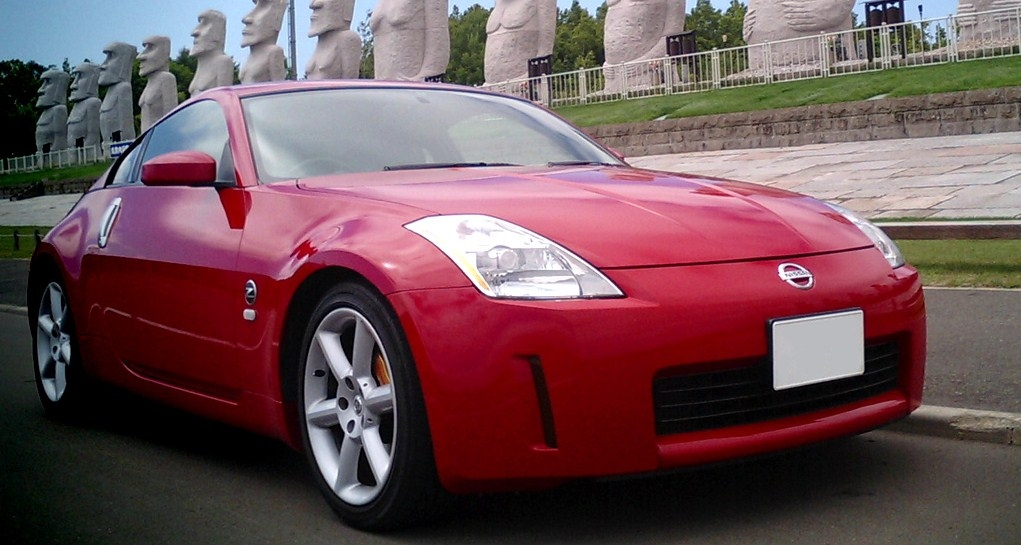
5代目フェアレディZ

2000年（平成12年）9月のZ32型販売終了以来、カルロス・ゴーンがCEO就任後の日産リバイバルプランの象徴の一つとしてZ33型が2年ぶりの復活となった。
ボディタイプはクーペとロードスター（オープンルーフ）の2種類で、いずれも2シーターのみとなる。それまで設定されていた2by2（4シーター）は廃止され、CPV35型スカイラインクーペがその後継を担うこととなった。
搭載するエンジンは、排気量3.5LのV型6気筒DOHC自然吸気エンジンのVQ35DE型で、最高出力は当初こそ自動車馬力規制の影響で280psだったが、年次改良を重ね規制撤廃も相まって、最終的にはVQ35HR型を搭載し313psまで向上された。
2008年（平成20年）11月

　販売終了。

## 6代目 Z34型系 (2008年 - 2021年)
2008年（平成20年）12月1日 発表

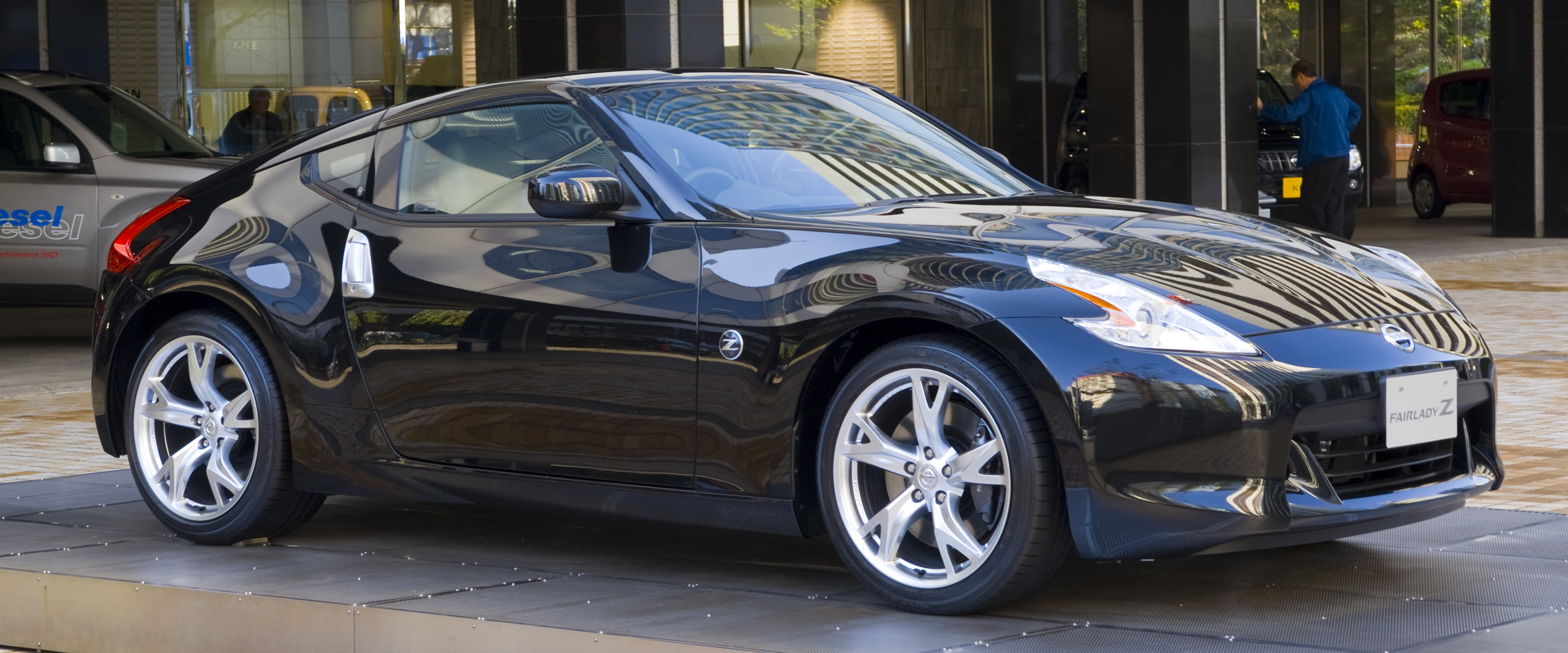
6代目フェアレディZ

復活後初のフルモデルチェンジを行い、6代目 Z34型となった。
先代モデルをさらに進化させたモデルで、変速機、ボディなどを煮詰めた。 エンジンは、排気量3.7LのV型6気筒であるVQ37VHRを搭載し、336PSを発生させる。モデルライフ途中でロードスターが遅れてフルモデルチェンジした。

## 7代目 RZ34型系 (2022年 - )
2022年（令和4年）1月14日 発表

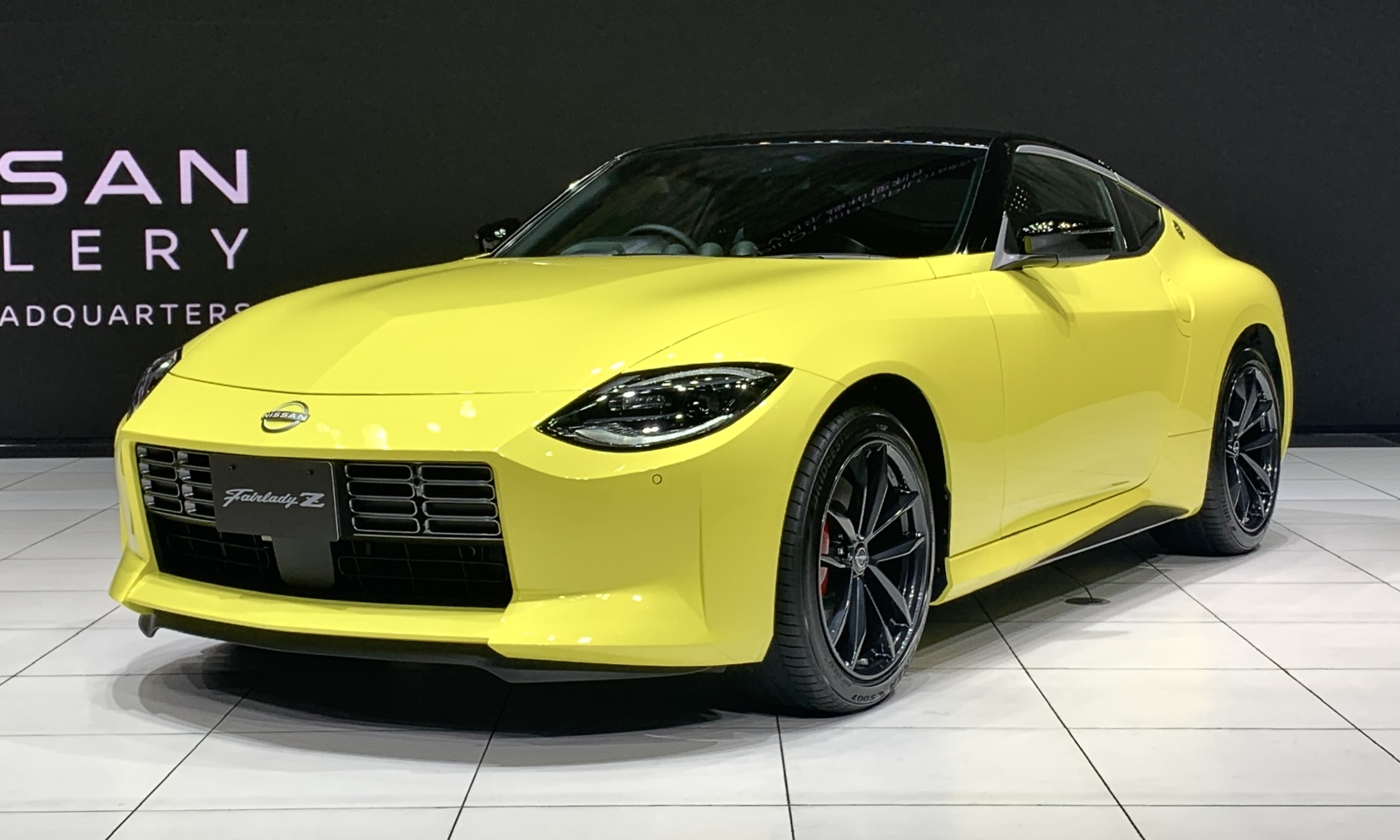
7代目フェアレディZ

型式は先代を踏襲した「RZ34」であるが内外装は一新され、スタイルは初代S30型のアイデンティティである「ロングノーズ」や、後方に向かってさがっていくリアビューなどを踏襲したデザインになった。エンジンはそれまでの自然吸気（NA）に代わり、3.0L V型6気筒ツインターボのVR30DDTT型が搭載される。

## 車名の由来
ブロードウェイミュージカルの『マイ・フェア・レディ』に感銘を受けた川又社長が、クルマにも洗練されてゆく美しさを求めた名前といわれる。「FAIRLADY」は貴婦人、「Z」はアルファベットの最後の文字であることから究極を意味する。また、初代開発スタッフに、当時のアメリカ日産社長片山豊がZ旗を贈ったエピソードもある。
ちなみに、北米日産がこの車にちなみ「z.com」というドメインを所持していた（以前はフェアレディZのページへ転送されたが、後にHTTPでのアクセス用としては利用されなくなり、最終的に2014年11月にGMOインターネットに売却された）。

## ミス・フェアレディ
日産自動車グローバル本社（銀座4丁目交差点角にもショールームが存在）に置かれている日産自動車の直営ショールーム「日産ギャラリー」内にいるコンパニオン（ショールームスタッフ）は、「ミス・フェアレディ」と呼ばれており、日産自動車の顔として活躍している。また、東京モーターショーや新車発表披露会、各種イベントでもコンパニオンとして活躍している。

## レース活動

### 初代

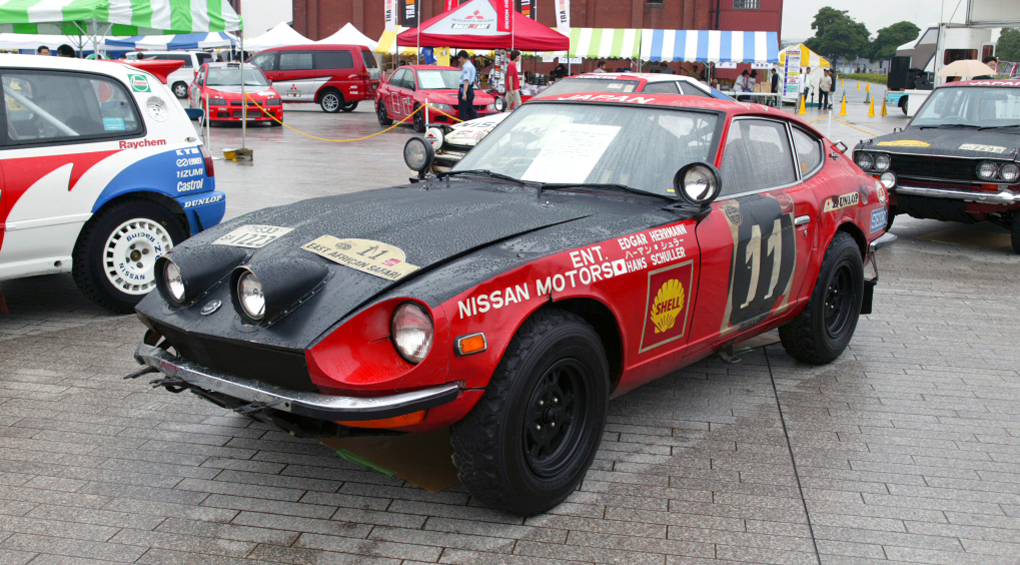
フェアレディ 240Z
第19回サファリラリー優勝車

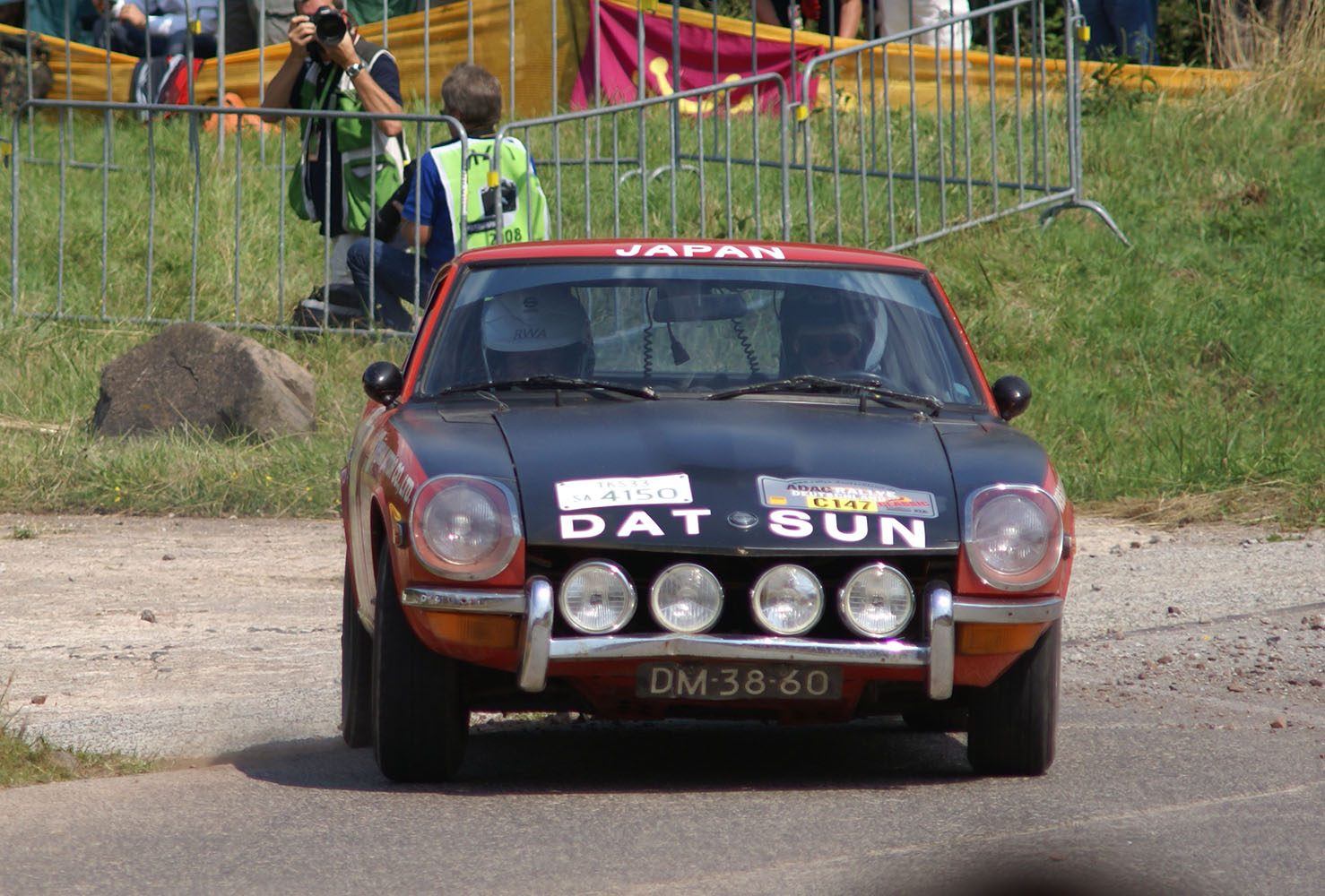
フェアレディ 240Z
第21回サファリラリー総合3位入賞車と同じ仕様の車両。ただし細部は異なる

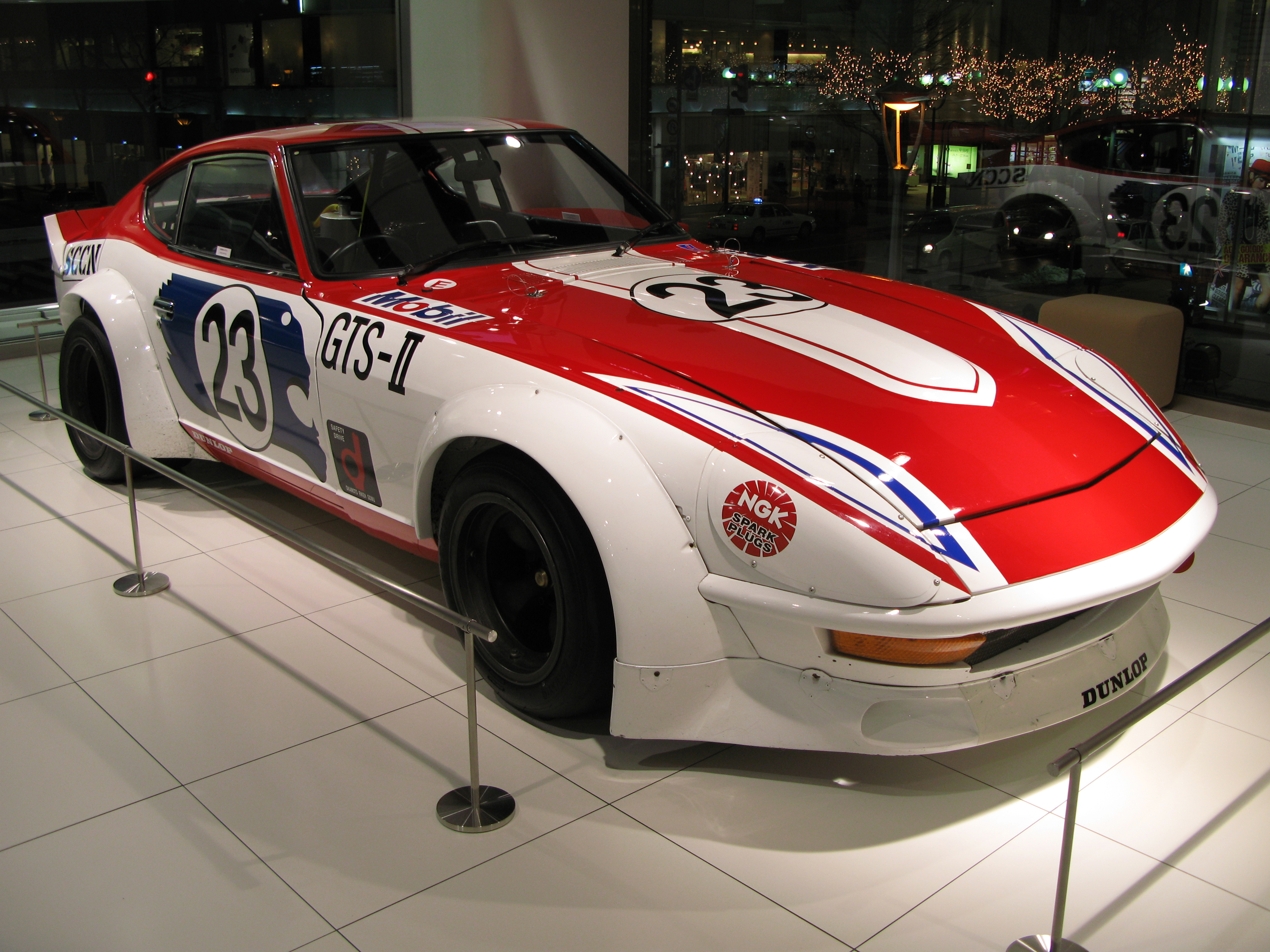
フェアレディ 240ZG
富士グランチャンピオンレース仕様・星野号

当初はS20登載のZ432とL24搭載の240Zを並行してレース用に開発していた。
先にデビューしたのはZ432だったが、常用8,000回転という高回転時の振動は多くのトラブルを生んだ。
加えて同じ排気量では同社のスカイラインGT-Rと食い合う事になる。そこでZはワンクラス上で戦う事になった。
240Zは常用7,000回転と高回転は苦手だが大排気量でトルクが太く乗りやすいマシンであった。
何よりも高回転まで回さないので振動が減った。神経質なS20と違ってメンテナンスも楽で燃費も良く、
Z432のエンジンをL24に載せ換えるレーサーも少なくなかった。次第にレースの主役は240Zになっていった。
なお、レース用のオプションとして、L24をクロスフロー化するシリンダーヘッド（LYヘッド）が300万円で設定された。
1970年
- 1月 - Z432Rが全日本鈴鹿300kmでデビュー。公認が間に合わず排気量無制限のRクラスに出場。リタイヤ。
- 3月11日 - 全日本ストッカー富士300キロレースで2位、3位獲得。
- 4月 - レース・ド・ニッポン6時間耐久で初勝利。
- 5月17日 - 富士フレッシュマンレースで「黒い稲妻」こと桑島正美がスカイラインGT-Rを破ってプライベーターとして優勝。
- 5月24日 - 西野弘美/藤田皓ニが全日本鈴鹿1000キロ自動車レースでワークス勢を抑えて優勝。
- 6月14日 - SCCAナショナルレースの北東部地区の第1戦にて第2位を獲得[43]。
- 7月17日 - 同レースのCクラスで優勝。北東部地区の第2戦にてファクトリーチームのトライアンフ・TR6、ポルシェ・914/6を押さえて優勝した[43]。
- 7月26日 - 全日本富士1000kmレースで240Zが初参戦。高橋国光/黒沢元治組がデビューウィン(1位)を飾る[44]。
- 8月23日 - 全日本鈴鹿12時間自動車レースにエアロダイナノーズ(Gノーズ)を装着した「240ZG」が出場。ポールポジションを獲得[44]。
- 11月14日 -  RACラリーに全6名3組の日産チームと1台のプライベーターが「240Z」で参戦[45][46]。本来であれば年内のモンテカルロ・ラリーに予定だったが、ホモロゲーションが間に合わなかったことで本レースに参戦する運びとなった[46]。
- 11月18日 - 同レース総合7位（クラス2位）獲得[47]。ドライバーはアルトーネン/イースター組。他の3台はディファレンシャルのトラブルでリタイアした[46]。
- 11月19日 - カナディアン-アメリカン・チャレンジカップ最終レースの先導車に選ばれた[48]。先導車はインディ500の優勝者サム・ハンクスが搭乗し、カリフォルニア州にあるリバーサイド・インターナショナル・レースウェイを走った。
- 11月29日 - ロード・アトランタで行われた全米選手権のCクラスでトップ3を独占した。完走したドライバーはジョン・モートン、ボブ・シャープ、ジョン・マッコーブ[49]。なお、Cクラスにはあと1台出場していた。

1971年
- 1月 - 全日本鈴鹿300kmレースにて「240Z」が優勝。
- 1月16日 - 第40回世界ラリー選手権モンテカルロ・ラリーに「ダットサン・240Z」が参戦[50]。モンテカルロ・コースに、全3組が出場する。
- 1月29日 - 同レースでアルトーネン/ポール・イースター組の62号車が総合5位（クラス2位）を獲得[51]。トニー・フォール/マイク・ウッド組の70号車が総合10位（クラス3位）。バンバーゲン夫妻組の76号車は第2ステージの途中で惜しくも失格となった。なお、モンテカルロ・ラリーの10位以内に2台も入賞したのは日本車としては初めてである。
- 4月12日 - 第19回世界ラリー選手権サファリラリーに「ダットサン・240Z」が初参戦[52]。5日間の戦いを乗り越え1-2フィニッシュを達成し、総合、クラス別（FIA第4グループ、クラスB）・チーム優勝の3冠を獲得。日産は2年連続の全タイトル制覇を成し遂げた。優勝ドライバーは前年にもダットサン 510で優勝しているエドガー・ハーマン（英語版）[53]。総合2位はシェカー・メッタ、7位はアルトーネン。また、クラス2位も獲得している。
- 5月7日 - イギリスのウェールズ・ラリーGBにて、トニー・フォールが優勝[54]。
- 5月9日 - SCCAナショナルレースのサバンナ戦にて、1-2フィニッシュを飾る[54]。
- 5月16日 - 同レースのカンバーランド戦にて、1-2フィニッシュを飾る[54]。
- 5月29日 - 同レースのライムロック戦にて1位を獲得[54]。
- 5月31日 - 同レースのレイクチャール戦にて1位を獲得[54]。
- 6月12日 - 同レースのトンプソン戦にて1位を獲得[54]。
- 6月13日 - 同レースのポートランド戦にて1位を獲得[54]。
- 9月 - 富士グランチャンピオンレースで「Zの鯉沼」の異名を持つ鯉沼三郎が日産・プレジデント用のH30型エンジン（直6・3,000 ㏄）を載せた「Zスペシャル」で参戦。2位。

1972年
モンテカルロ・ラリーに「240Z」が参戦しラウノ・アルトーネン/ジャン・トッド組が総合3位入賞を果たした。氷雪路を走る戦いだったが、「FR方式は氷雪路では不利」とささやかれていた前評判をくつがえす結果となり、世界中のラリー関係者を驚かせた。
- サファリラリーに「240Z」が参戦。ヘルマンが総合5位。
- サザンクロスラリーに「240Z」が参戦し、アルトーネンが総合2位。
- 6月 - 「富士グランチャンピオンシリーズ第二戦」で、何とプライベーター（日仏自動車チューン）の240Zが並みいる純レーシングカーを抑えて優勝。ドライバーは「Zの柳田」の異名を持つ柳田春人。

1973年
サファリラリーに「240Z」が参戦。排気量を規定上限レベルの2.5L (2,497cc)に拡大し、最高出力220馬力を発生するLR24型エンジンを搭載したマシンを操り、シェカー・メッタが総合優勝を獲得。2位にブルーバードU （610）が入りチーム優勝も獲得。
- 1月18日 - モンテカルロ・ラリーに排気量を2.5Lに拡大した「240Z」が参戦。グループIVの1600cc以上のクラスに属し、モンテカルロ・コースに挑む[57]。
- 3月18日 - 富士グランチャンピオンレースにLY24型エンジンを搭載した「240ZG」が2台参戦[44]。星野一義が5位、大塚光博が6位という結果に終わった[58]。
- 4月 - レース・ド・ニッポンにて「フェアレディ240ZR」が2位獲得。
- 全日本鈴鹿1000kmレースにて「フェアレディ240ZR」が総合優勝を飾る。

1974年
サファリラリーに「240Z」が参戦し、総合4位。
1978年
- 5月: 78 JAF富士グランプリ GTSクラスにて「フェアレディ280Z」が2位獲得。
- 9月: 富士インター200マイルレース スーパーT&GTクラスにて「フェアレディ240Z」が優勝。

### 2代目 - 4代目

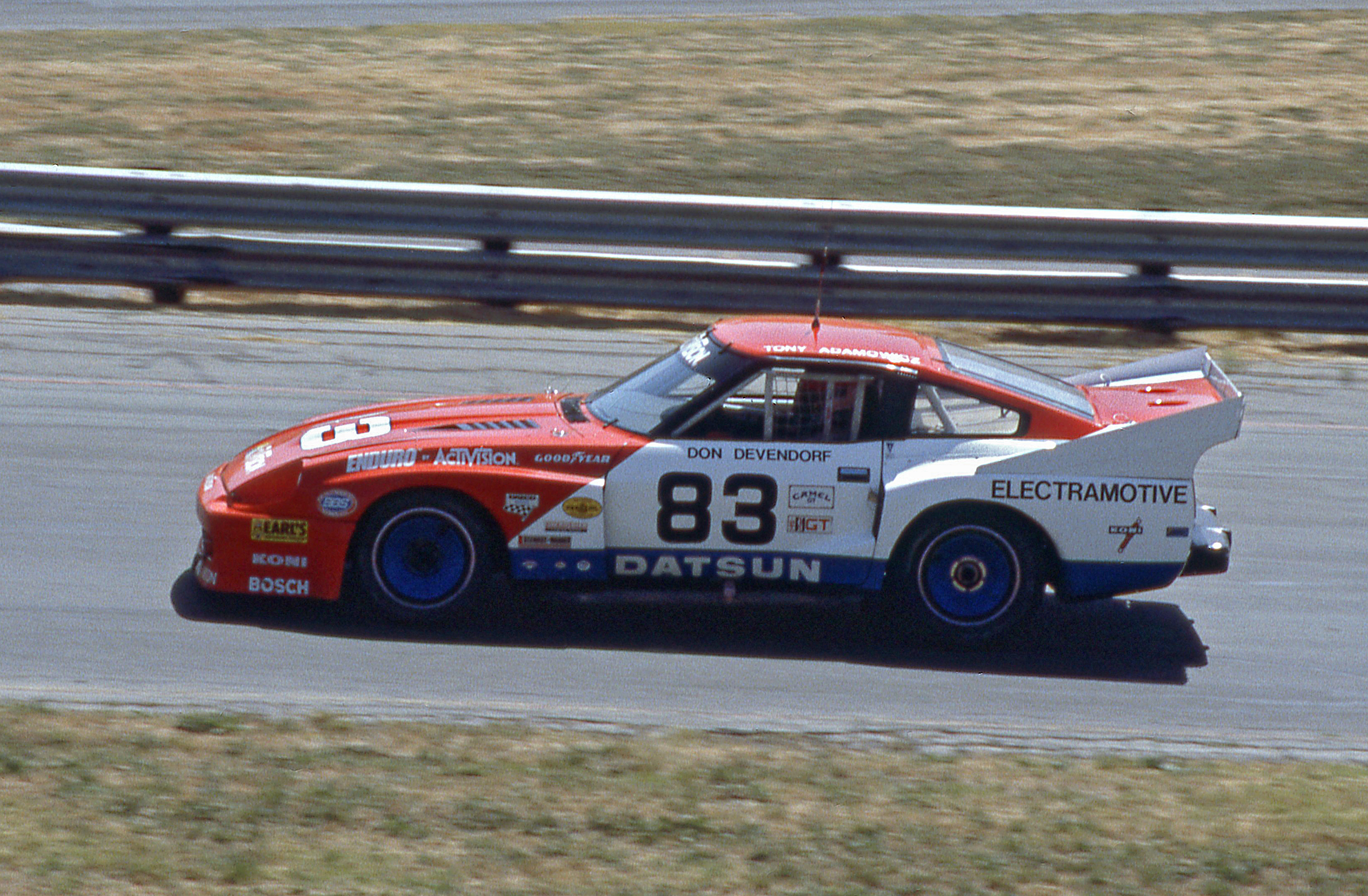
1983年のIMSA-GTOクラスに参戦した280ZX。ドライバーはエレクトラモーティブの創設者、ドン・デベンドーフ。

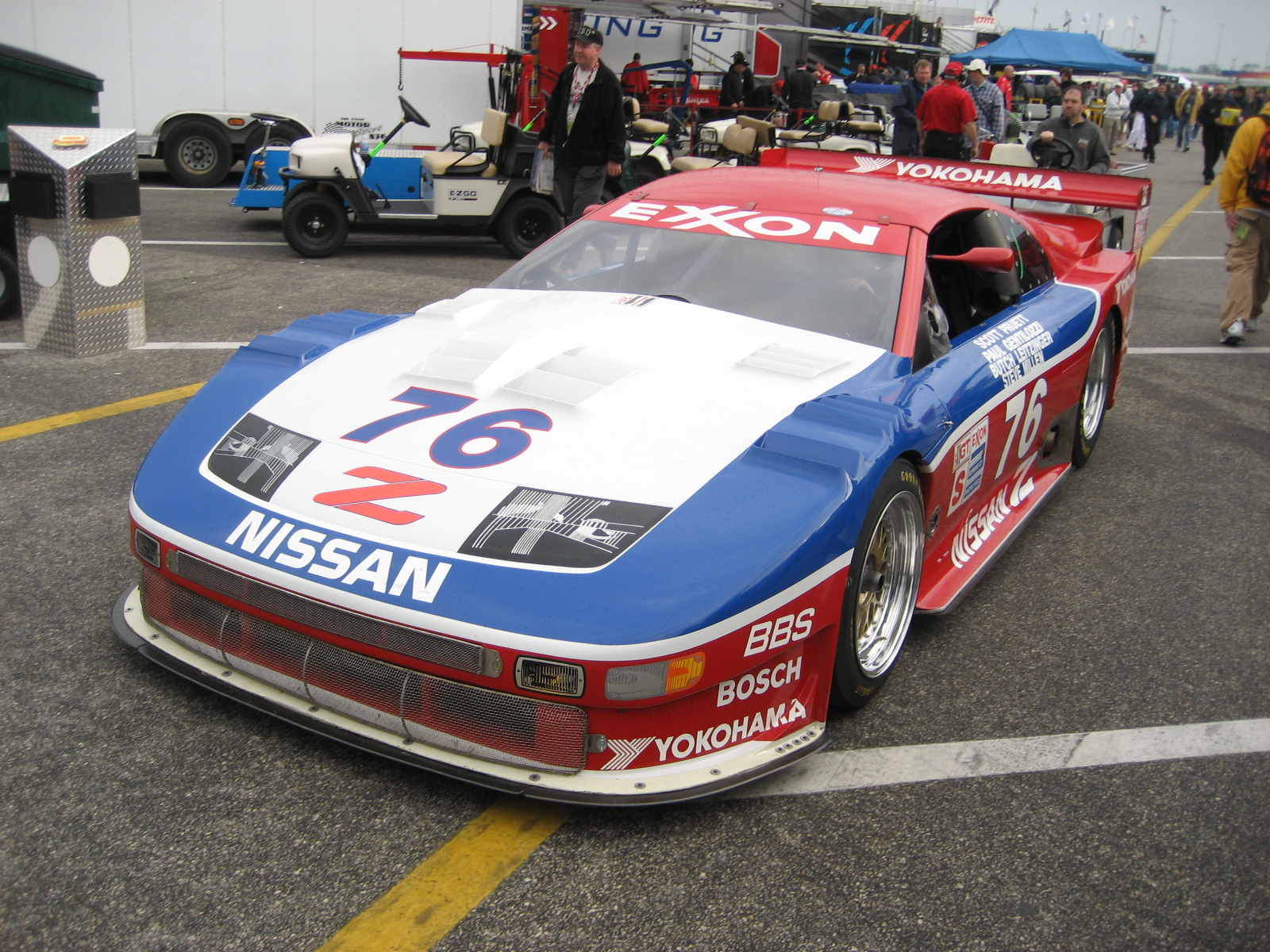
1994年のデイトナ24時間レースで優勝した、クレイトン・カニンガム・レーシングの300ZX

S130型からは、レース活動の主軸を北米に移し、ポール・ニューマンによってIMSA-GTOに活躍の場を見出した。IMSAの統括団体の解散に至るZ32型まで、北米でのレース活動が継続された。
1985年、3代目（Z31）300ZXターボが全日本ラリー選手権年間総合優勝。ドライバーは神岡政夫、コドライバーは中原祥雅。
4月: 第3戦 関西ラリー 5位
　　　第4戦 ACKスプリングラリー リタイヤ
　　　第6戦 ツール・ド・九州 優勝
　　　第7戦 ツール・ド・東北 優勝
1987年、Z31型200ZR-Iで参戦。
Z32がIMSAに1990年から参戦。エンジンはVGツインターボエンジンを1994年まで使用。1995年からプレジデントに搭載していたV8エンジンを搭載。ドライバーはスティーブ・ミレン。1992年と1994年、ドライバーズとマニュファクチャラーの両タイトルを獲得。 また1994年はデイトナ24時間レース、セブリング12時間レースで優勝、ル・マン24時間レースでも総合5位・クラス1位を獲得。

## パトカー仕様
1972年にS30型240ZGのパトカーが日産より神奈川県警察高速道路交通警察隊に寄贈された。当時は“最強のパトカー”ともいわれ、1980年まで活躍した。その後S130型、Z31型、Z32型、Z33型と代替わりしていった。1992年に導入されたZ32型は寄贈された車両であり廃車できなかったため2004年ごろまでは現役であり、2006年にZ33型のパトカーが導入された。またS30型の240ZGのパトカーは車両が廃棄されず残っており、県警交通安全センターで展示されていたが閉館したため県警が保管していた。現在は日産自動車に返還され、座間事業所内の座間記念車庫に保管されている。また、県警交通機動隊には白色のGS30型にボンネット上のウインドウォッシャー、バッテリー交換用の開閉部をリトラクタブルライト型の赤色灯にするという改造を施した覆面パトカーを1974年に配備している。
また同じ1972年には、一般販売の為に車検適応改造を受けた10台あまりのS30型レース専用車「Z432R」のうち1台がパトカーに改造され警視庁に納入されている。
1975年には当時三重県警察本部長であった佐々淳行が、部下から「東名阪自動車道で『三重県警のパトカーはオンボロで違反車に追いつかない』と、ドライバーがスピード違反を平気でしている」と聞き、更新予定であったパトカー8台分の予算を使って高速道路の上下線用に各1台、計2台のフェアレディZを導入した。この車両は今までの同県警高速隊の車両（佐々の著作によると『トヨペット・カスタム』）では逃げられてしまっていた悪質速度違反車の取り締まりに絶大な効果を発揮し、またこのことはドライバー間でも話題となり、ついに三重県の高速道路からスピード違反が一掃された。
2007年にはZ33型Version NISMOが栃木県警高速隊本隊に配属され、東北自動車道で運用されている。
2016年にはZ34型NISMOが警視庁高速隊に導入された（2004年型マツダ・RX-8の後継車種）。
他にも大阪府警察でも導入されたことがある。

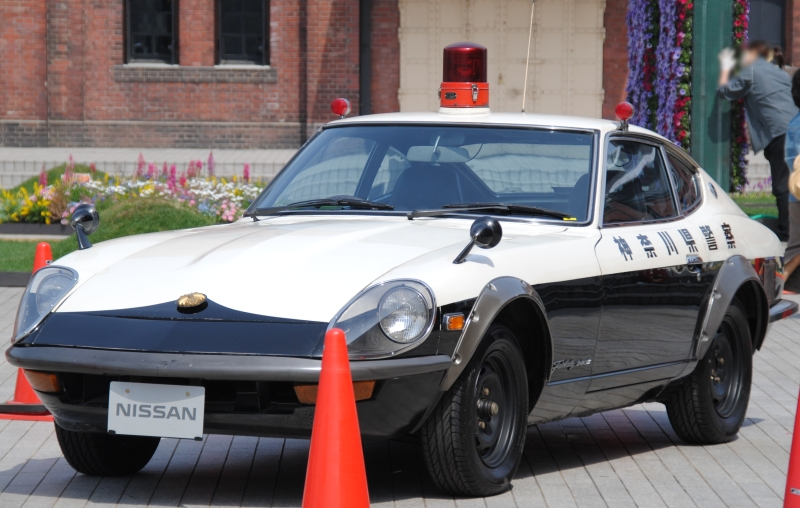
240ZG（神奈川県警）
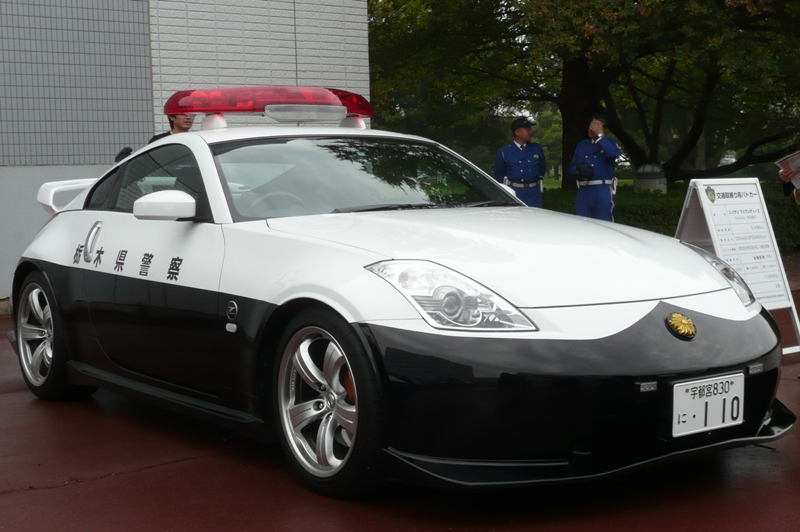
Version NISMO （栃木県警）
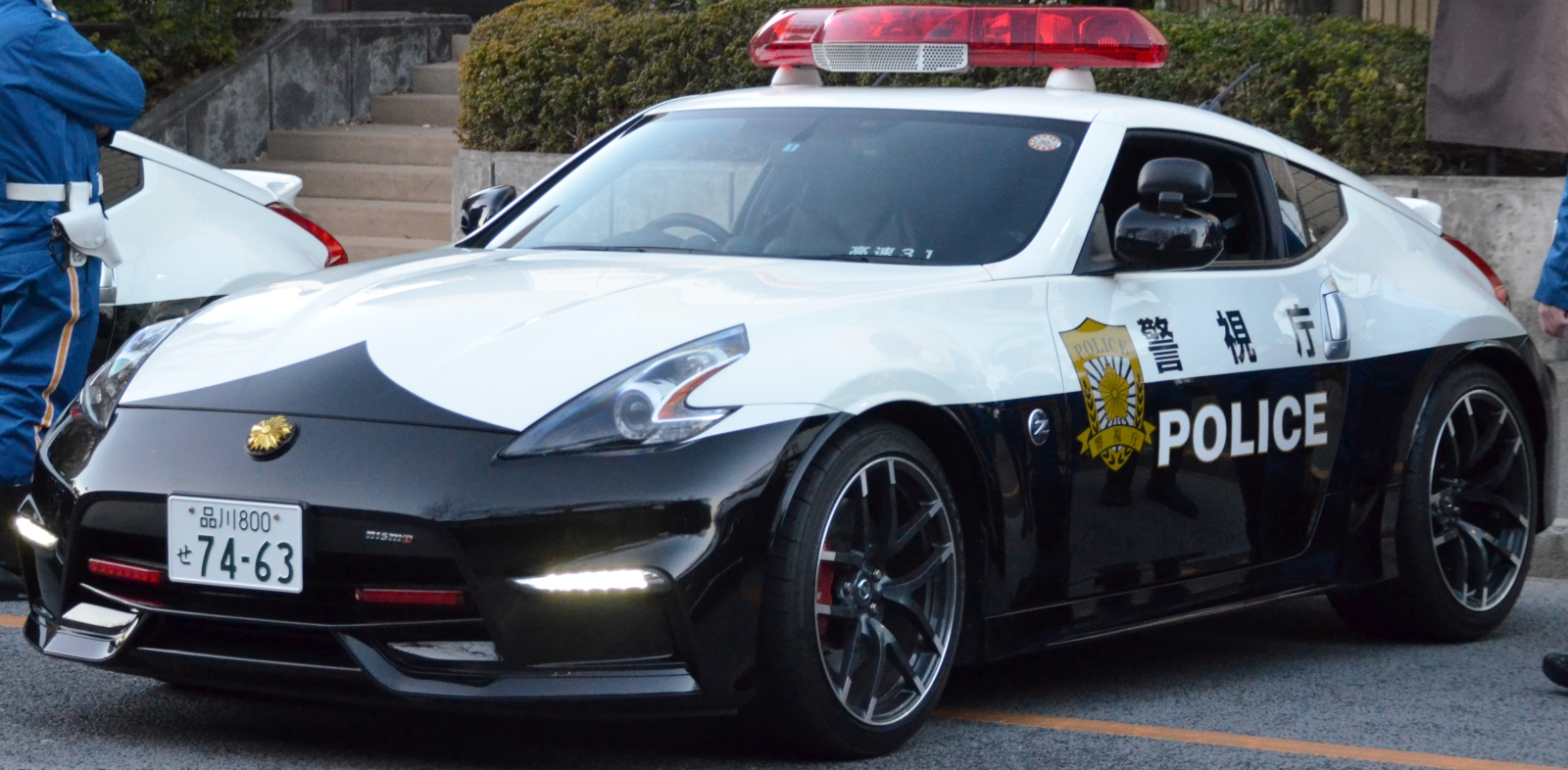
NISMO（警視庁）